# Спорт у Закарпатській області

## Історія закарпатського спорту

### Започаткування в угорський та чехословацький період
Фізична культура і спорт завжди відігравали вагому роль у житті Закарпаття. Приналежність краю до різних політичних систем, особливості його географічного розташування, специфіка менталітету місцевих жителів, їх релігійно-національний склад, освітня підготовка й обраний фах, а також сформовані традиції та ряд інших факторів серйозно позначилися на функціонуванні й розвитку фізичної культури і спорту в області. Так, з одного боку, галузь ефективно розвивалася під впливом західноєвропейської культури, зокрема угорської й чехословацької систем тіловиховання; з другого боку, вже в радянський період місцеві діячі всебічно використовували спорт і фізичну культуру в справі патріотичного згуртування населення (особливо молоді), як засіб формування національної ідеї.
Упродовж віків Закарпаття входило до складу Угорщини. Тривалий час питання давності того чи іншого виду спорту не мало однозначної відповіді: називалися гімнастика, кульова стрільба, легка атлетика, плавання, теніс, ін. Найдавніша письмова згадка про спортивне життя закарпатців припадає на першу половину XIX століття. Згідно архівних документів першої в країні фехтувальної школи, яка була створена в 1825 р. і діяла в Пешті, у списки її учнів за 1830-1831 навчальний рік потрапили і імена чотирьох студентів Пештського університету, вихідців з Ужанського (Ласло Бестерцеї, Едуард Фелфельді, Имре Дєндєші) та з Угочанського (Лайош Фелекі) комітатів. Це підтверджують і документи Обласного державного архіву. Отже, сьогодні в Закарпатті вже можемо назвати найдавнішим видом спорту — фехтування. Перші відомості про легку атлетику сягають 50-х років, а архівні матеріали також свідчать, що в середині минулого століття в кількох містах краю обов'язковими атрибутами кафе, казино, ресторанів  були шахи, а перший шаховий турнір в Закарпатті провели в Ужгороді у червні 1908 р.
В історію фізкультурного руху краю увійшла і Ужгородська гімназія, яка була першою в колишній Північно-Східній Угорщині і діяла повних сто десять років (1784-1894). З ініціативи молодого викладача гімназії Антала Абта у 1856 р. там було створено один з найперших учнівських атлетичних гуртків країни, в якому молодь дістала можливість займатися бігом, стрибками у висоту та довжину, вправами на турніку, паралельних бруссях, кільцях, канаті, жердині, спортивному коні, плаванням тощо. Внаслідок невтомних старань викладачів фізична культура наміцно увійшла в побут ужгородської гімназії, що майже на десятиліття випередило впровадження уроків фізвиховання в інших середніх школах Угорщини (1867). Згодом міська рада надала великої допомоги вчительській корпорації та членам учнівського спортивного гуртка тим, що безкоштовно виділила на правобережній частині міста, неподалік від нинішнього стадіону «Спартак», велику земельну площу для обладнання на ній нового спортивного майданчика. Там відбувалися різноманітні групові, зокрема, м'ячеві ігри, легкоатлетичні та гімнастичні заняття. Саме там готувалися найкращі гімназійні спортсмени і на свої перші всеугорські учнівські спортивні ігри 1891 р. в столиці країни — Будапешті. Ці ігри назавжди вписані в історію крайового шкільного спортивного руху, оскільки один з ужгородських гімназистів, Міхаль Бендас, завоювавши перше місце з бар'єрного бігу на 150 метрів, став першим чемпіоном Угорщини в своїй віковій категорії.
Із 1868 р. збереглися відомості про організацію напіввійськових змагань майбутніх солдатів із середовища ужгородської молоді, на яких юнаки набували вправності з кульової стрільби та фехтування. Серед зимових видів спорту стали популярними, насамперед, ковзання на льоду та катання на санках. Крім того, сезонними були спочатку і змагання з кінного спорту. Проводилися вони напередодні та під час орання, сівби, косовиці і вносили розважальний елемент у господарські будні. Починаючи з другої половини XIX століття подібне явище відбувалося і в спортивному житті інших міст краю — Мукачеві, Берегові, Хусті, Виноградові тощо. Десь у тих часах набула поширення невідома до того м'ячева гра — теніс. На перших порах його вважали жіночим видом спорту, та згодом він став надзвичайно популярним серед міської знаті. Найкращими тенісистами краю в роки до Першої світової війни були Кальман Ланер, Бейла Рохлітц, Вільмош Мінкус, Ендре Тарі, Кальман Кретович та ін. Ланер в 1911-1914 рр. був чотириразовим чемпіоном країни у чоловічому одиночному розряді серед «провінціальних гравців» та двічі виборював цей титул у парі з своїм земляком Рохлітцем. На території Закарпаття починаючи з 1912 р. почали культивувати і настільний теніс. Щоправда, «пінг-понг», як колись називали цю гру, не вважався спортом — грали для розваги. А перші спортивні змагання проводилися тільки з середини 20-х років.
Однак, про справжній розмах і дійсну масовість спортивних змагань можемо говорити стосовно великого м'яча — «копаного», як називали його в народі. Розвиток футболу Закарпаття також тісно зв'язаний з його історією, де футбол вперше був згаданий як «англійська гра ногами» у книзі «Атлетичні заняття», написаній у 1879 р. Лайошем Молнаром і графом Микшем Естерхазі. 1882 р. в будапештській реформатській головній гімназії було створено перше спортивне товариство, а у наступні роки столичні клуби офіційно організовували свої власні футбольні команди. Федерація футболу Угорщини свою діяльність розпочала 19 січня 1901 р., внаслідок чого у країні на початку XX століття стало більше передових футбольних команд. В Ужгороді розпочали грати у футбол з 1893 р. учні старших класів навчальних закладів. 15 серпня 1901 р. відбулася перша офіційна футбольна зустріч між збірною учнів міста та командою «Будапештського атлетичного клубу» (БАК). Символічно цей день був прийнятий днем створення Федерації футболу Закарпаття (ФФЗ), аналога сучасної федерації. В наступні роки гра швидко стала популярною і в інших містах краю. У 1902 р. утворилося «Товариство ужгородських футболістів», яке, однак, проіснувало недовго. Але діяльність «Ужгородського атлетичного клубу» (УАК), заснованого у 1906 р., вже стала важливою віхою в історії футболу на Закарпатті. Адже «УАК» якраз сто років тому, у 1914 р. виграв першість серед команд Північної та Північно-Східної Угорщини. Після цього він здолав переможця чемпіонату південної частини країни і завоював право боротися за перехід до другої ліги угорської першості. Однак, війна завадила цьому першому серйозному успіху закарпатських футболістів.
Після розпаду Австро-Угорщини у 1918 і 1919 рр. утворилася низка держав, зокрема й Чехо-Словаччина (ЧСР). На засаді рішень Мирової Конференції в Парижі територія Закарпаття потрапила до її складу. Згідно з розпорядженням тамтешнього відділення Чехо-Словацької футбольної асоціації, на Закарпатті були створені так звані жупи — слов'янська (до неї увійшли чеські та словацькі футболісти) та угорська. У 1934 р. було реорганізовано усю систему національного чемпіонату. Із найкращих футбольних команд створювалися так звані «дивізії», яких було п'ять: середньочеська, дивізія чеської провінції, моравсько-сілезька, словацько-підкарпатська та дивізія німецького союзу. Тобто, система розіграшу футболу у ЧСР проводилася за національним принципом. Словацька дивізія була розділена на дві групи — Західну (команди західної і середньої Словаччини) та Східну (команди східної Словаччини і Закарпаття). На підставі попередніх спортивних результатів у Східну Словацько-Підкарпатську дивізію було включено дві найсильніші слов'янські команди («Русь» та ЧсСК (Ужгород)) і дві угорські футбольні дружини, які у своєму національному розіграші зайняли перші два місця (МШЕ (Мукачеве) та БФТК (Берегово)). У 1936 р. спортивний клуб «Русь» досягнув помітного результату. Вигравши першість східнословацької та підкарпатської зони, і завдавши поразки переможцю західнословацької зони, команда здобула титул чемпіона Словаччини і разом з тим прописку у вищій національній лізі.
Закарпатські спортивні клуби, як правило, культували тільки футбол, хоча дуже популярний був і гандбол (ручний м'яч). Тому не дивно, що у першій половині 20-х років окрім футболістів у чехословацькому спортивному русі були відомі імена тільки декількох легкоатлетів, боксерів і борців краю. Так, Микола Лацанич (біг на дистанції від 400 до 1500 метрів) та Василь Грабар (штовхання кулі та кидання диска) неодноразово ставали чемпіонами та призерами Чехословаччини серед студентства, а брати Степан і Андрій Кутлаки, Янош Чулак, Віктор Лелик, Андрій Кубовчик та Йожеф Войнар були найкращими борцями двадцятих років. Золотими літерами вписав своє ім'я в історію крайового спорту і боксер Федір Дьєрдь, який у 1920 р. став чемпіоном Словаччини. Зацікавлення закарпатцями ручним м'ячем також припадає на початок 20-х років. Фундатором цієї справи у краї був викладач з Мукачева Ференц Мала. Цей вид спорту дуже популярним був в мукачівській, ужгородській, берегівській та хустській гімназіях. Але згодом футбол, волейбол, настільний теніс та баскетбол витіснили його із спортивних майданчиків та спортзалів міст.
30—40-ві роки минулого століття для місцевих жителів краю ознаменували собою період швидкого національного та культурного розвитку, а спортивне життя можна б назвати бурхливим. Адже корінні народи Закарпаття саме в той час почали створювати свої національні осередки. Крім того, виникали вони і на політичних та релігійних засадах. Політичні партії (їх було більше двох десятків), щоб мати прихильність з боку молодих виборців, створювали різноманітні спортивні гуртки. Так, аграрна партія організовувала сільські кінні «їзди», соціал-демократи — гімнастичні товариства РТЄ (Робітниче Тіловиховне Єднання), чехословацька народна соціалістична партія підтримувала клуб «Сокіл», християнська та автономна землеробська партії створювали спортивні гуртки «Орел», а єврейська сіоністська партія згуртувала своїх членів в «Хаоках» та «Маккабі». Шкільну молодь залучали у т.зв. «неполітичні» спортивні організації — в український «Пласт», російський «СКАВТ», чеський «Скаутинг», єврейський «Кадімах», угорський «Черкес» тощо. Дякуючи цій діяльності чемпіоном ЧСР 1935 р. став боксер Ференц Гамара, а в 30-х роках чемпіонами та призерами у різних змаганнях на першість Словаччини стали й боксери Рудольф Гальперт, Імре Неймет, Йожеф Шварц, Вінце Катона, борці Йожеф Мигович, Єне Дінер, Бейла Шолтес, Арпад Попович, Герман Фріман, Іштван Рабаті, Янош Фогел, Лайош Готесман, Арнолд Рот, Іштван Боднар і Йожеф Поллак. А на кортах чемпіонів передвоєнних часів змінила молода генерація тенісистів, серед яких особливо виділявся Емануїл Манкович. Він протягом тривалого часу був чемпіоном Чехословаччини в одиночному, чоловічому парному (з Чабою Чонгаром) та змішаному парному (з Бланкою Бем-Федак) розрядах, і на його рахунку за короткий час з'явилися три золоті і сім срібних та бронзових медалей переможця.
У березні 1939 р. згідно з рішеннями Віденського арбітражу від 2 листопада 1938 р. Закарпаття знову увійшло до складу Угорщини. У роки Другої світової війни помітного успіху досягнув найстаріший  ужгородський клуб — «УАК». Сезон 1943/1944 р. у другій лізі він завершив на першій сходинці і завоював право змагатися у вищій футбольній лізі Угорщини. Однак вдалося провести лише кілька матчів, оскільки фронт наблизився впритул до кордонів країни.
Керівниками спортивного руху в Закарпатті в 1856–1944 рр. були:
- Антал Абта
- Стефан Бендас
- Міклош Яцкевич
- Йожеф Янотті
- Агнеса Іванчо
- Іштван Медрецький
- Ференц Шіргер
- Матяш Ролейзек
- Іштван Лаудон
- Мігаль Кочіш
- Гейза Янотті
- Шандор Плетенік
- Августин Лавришин
- Ілля Гаджега
- Іван Бачинський

та ін.
На високий рівень національного спорту тих часів вказує, що Чехо-Словаччина посіла друге місце на чемпіонаті світу з футболу в Італії. Крім того збірна Чехословаччини на першості світу у Чилі й удруге поспіль завоювала срібні медалі. Між тим угорська національна команда на чемпіонаті у Франції та поспіль у Швейцарії теж стала другою у світі. Найвідомішими закарпатськими гравцями міжвоєнного періоду були володарі Кубка Мітропи Олекса Бокшай і той Геза Калочаї, який на території сучасної України до сьогодні носить гучний статус першого фіналиста чемпіонатів світу. Бокшай, який у 1937 р. перейшов з «Русі» до празької «Славії» став наступником легендарного голкіпера Франтішека Планічки і був головним тренером збірної Чехословаччини. Уродженець Берегового Калочаї грав у «Спарті» у 1932–1937 рр., виступав за збірні Чехословаччини і Угорщини, та був помічником головного тренера угорської національної збірної команди. За першу чи другу збірну Чехословаччини виступали ще закарпатці Самуїл Шілінгер, Йосип Криж та Олекса Бокотей, за збірну Угорщини — Ласло Пешовнік, а видатний бомбардир ужгородської «Русі» Цебек Чанчінов входив до складу збірної Праги. Все це в значній мірі впливало на розвиток закарпатського футболу у радянську еру тому, що гравці мали можливість використати багатий досвід цих країн у розвитку футболу.
Згадаймо, що й фільми японського сценариста і кінорежисера Куросави Акіри також зробили величезний вплив на західне кіно, особливо на істинно американський жанр — вестерн. Він отримав міжнародну популярність і визнання після виходу у 1950 р. на екран фільму «Расьомон», який був пройнятий відчуттям східного містицизму, а наступний міжнародний хіт — «Сім самураїв» (1954) свідчив про захоплення кінорежисера західним суспільством та його культурою. У дійсності одним з великих досягнень Куросави в 1950—х роках була розробка стилю створення фільмів, що стирають кордон між традиціями східної та західної культур, і поєднують елементи високої і популярної культур. Зокрема джерелом натхнення стала для нього західна література. Наприклад, американський фільм «Чудова сімка» (англ. The Magnificent Seven), в якій знімалися багато зірок світового кіно, був переробкою «Семи самураїв». Основна заслуга Акіри Куросави полягає в тому, що він зблизив в мистецтві кіно традиції Сходу і Заходу, і залишив після себе унікальну кінематографічну спадщину. Подібне явище відбувалося в той час в області національного футболу. Ураховуючи вагомий внесок закарпатців у його розвиток не було ніяких сумнівів, що ці спортсмени зможуть создати такі нові традиції в українському і радянському футболі, які в той час були характерні тільки для них.

### Становлення в радянський період
Восени 1944 р. на Закарпатті було проголошено самостійну державу — Закарпатську Україну зі своїм урядом — Народною радою. Це державне утворення проіснувало лише до липня 1945 р., коли відбулося возз'єднання з УРСР на підставі волевиявлення населення краю через прийняття Першим З'їздом народних комітетів Закарпатської України постанови «Про возз'єднання з Радянською Україною». Але вже 31 травня т.р. Народна рада створила Тіловиховний Союз (тобто Комітет фізичної культури і спорту), керівництво яким було доручено одному з найвідоміших спортивних фахівців краю — Василю Федаку. (Протягом червня 1945 р. почала свою діяльність і футбольна секція, головою якої обрали Івана Бачинського.) Паралельно з цим він були одними з ініціаторів створення нової футбольної команди — «Спартак» (Ужгород). Історія закарпатського радянського спорту бере свій початок саме з цього року, від часу проведення перших чемпіонатів області з різних видів спорту та першої повоєнної республіканської спартакіади УРСР, на якій, завдяки насамперед його вмілому керівництву та досвіду в організації спортивної роботи Збірна команда області з футболу виборола перше
місце. Також відмінно виступали тоді і закарпатські легкоатлети: штовхач кулі Ференц Деак та бігун Габор Шолтес завоювали другі призові місця, а бронзовими призерами стали Клара Керечені (біг на 100 м), Юрій Зозулич (стрибки у висоту) і Олег Богатирьов (стрибки у довжину).
Першими спортивними товариствами у післявоєнний період були: «Динамо», «Спартак», «Авангард»; сільські — «Колгоспник», профспілкові — «Локомотив», «Буревісник», «Трудові резерви» тощо. У них культивували 17 видів спорту, в тому числі футбол, волейбол, бокс, фехтування, теніс, велоспорт, легку атлетику, баскетбол, лижі, плавання, ручний м'яч, хокей, шахи та шашки. Загальне керівництво і контроль за спортивними товариствами здійснювали профспілки та відповідальні відомства.
У післявоєнні роки Закарпаття стало одним із провідних футбольних регіонів України. Першим чемпіоном республіки з футболу в 1946 р. став саме новостворенний ужгородський клуб «Спартак», до складу якого увійшли гравці колишніх місцевих команд. Адже крім збережених кадрів та ігрових навичок, закарпатські спортсмени мали доволі хороший вишкіл у  чехословацький та угорський лізі. Угорський футбол базувався на техніці, у той час як чеський був більш силовим і жорстким. Закарпатцям вдалося перейняти як одну, так й іншу риси. Водночас радянський футбол більше спирався на фізичні якості спортсменів. Закарпатці, перейнявши плюси всіх трьох систем, виглядали в той час доволі незвично. Золотими призерами першості тоді стали: тренер Б.Вейг, О.Бокотей, капітан команди Д.Товт, Й.Біловарі, Г.Раковці, Г.Лавер, Я.Фабіян, О.Задор, М.Михалина, Р.Айгерт, В.Гайлик, К.Олаг, Ю.Фіялко та Г.Тесар (Темеші). Крім 1946 р., ужгородський «Спартак» став чемпіоном країни і в 1950-му та в 1953 рр., а у 1950 р. завоював і Кубок УРСР. Після реорганізації системи розіграшу першостей СРСР у 1971 р. змінила назву й ужгородська команда. Тепер вона вже називалася «Говерла» і виступала у другій лізі української зони. Перший рік провели не зовсім вдало (20 місце серед 26-ти команд), а ось в 1972 р. ужгородці вже були другими серед 24-х дружин у другій лізі. Це було останнє найвище досягнення команди у чемпіонатах СРСР. До успіхів «Спартака» долучився ще і мукачівський «Більшовик», який став чемпіони республіки 1947 р., фіналістом розіграшу Кубка УРСР з футболу 1948 та учасником першості СРСР у другій групі команд майстрів в 1948–1949 рр. До складу команди-чемпіонів входили: тренер К.Сабо, Е.Сидор, З.Пап, В.Годничак, Й.Егерварі, Ю.Поневач, К.Кауер, Л.Надь, А.Ревта, Д.Кул, Ю.Фіялко, В.Брижак, А.Ціцей, В.Гайлик, В.Зубак та М.Мишко.
Керівництво столичного клубу «Динамо-Київ» у 1948 р. ухвалило рішення про омолодження своєї команди, яке було передбачено здійснити, насамперед, на базі закарпатського футболу. Таким чином, в «Динамо»  з'явилася велика група талановитих футболістів із Закарпаття — Георгій Лавер, Янош Фабіан, Дезидерій Товт, Ернест Юст, Михайло Коман, Золтан Сенгетовський, Василь Гажо, Золтан Дьерфі-молодший, Василь Годнічак і Михайло Михалина. Чудове динамівське поповнення із Закарпаття володіло зовсім іншою футбольною культурою і менталітетом. Хлопці відрізнялися міцним здоров'ям, хорошою європейською школою футболу, заснованою на чудовій м'якій роботі з м'ячем і ґрунтовній тактиці. І зовсім невипадково, що кияни з активною участю закарпатців вже в 1949 р. стали переможцями чемпіонату СРСР з футболу серед дублюючих складів команд першої групи. А вже в 1952 р., коли чемпіонат проводився в одне коло і всі матчі були зіграні в Москві, київське «Динамо», вдруге в своїй історії посіло друге місце, пропустивши вперед лише московський «Спартак». У ньому тоді грали такі відомі футболісти, як Ігор Нетто і Сергій Сальников, які разом з московським динамівцем Львом Яшиним, гравцем ЦДКА Всеволодом Бобровим та іншими асами вже входили до числа 33 найкращих гравців країни. У 1952 р. Михалину і його партнера по команді Ернеста Юста також включили в цей список, і таким чином вони стали першими закарпатцями, що увійшли до розширеного складу збірної СРСР з футболу. Але головним тріумфом динамівців у п'ятдесяті роки стало завоювання вперше в своїй історії Кубка СРСР з футболу 1954. Після успішного завершення сезону Михайлу Михалині було присвоєно звання «Заслужений майстер спорту СРСР» (змс). Таким чином він став одним з перших заслужених майстрів спорту київського «Динамо» та першим спортсменом Закарпаття і Західної України, якого удостоїли цим почесним спортивним титулом (1955).
Саме це покоління гравців й поклало початок так званій «закарпатській футбольній школі». У цей час Закарпаття стало справжнім «футбольним клондайком» для цілого Радянського Союзу. Тренери робили паломництва у пошуках талановитих футболістів по селах та містечках. Чимало радянських клубів приїжджало сюди на перші весняні збори. Проводячи контрольні матчі з місцевими командами, пильне тренерське око обов'язково вихоплювало кілька здібних юнаків, яких відразу забирали з собою. Таким чином, характерною особливістю перших післявоєнних та початку 50-х років в національному футболі став прихід у найсильніші клуби СРСР великої кількості талантів із цього краю: з 1947 по 1991 рр. у клубах вищої ліги країни грали понад сто закарпатців! Серед них змс Михайло Михалина, мс Ернест Юст, мс Тиберій Попович та мс Михайло Коман були першими закарпатцями у складі збірної команди УРСР та другої збірної СРСР. До першої команди СРСР футболістів «Динамо» чи інших українських клубів до 1955 р. майже не викликали, але вони (принаймні деякі з них), починаючи з 1952 р. постійно брали участь в навчально-тренувальних зборах та неофіціальних, в тому числі і міжнародних зустрічах збірної. (Першим українським гравцем, який вийшов у матчі за Радянський Союз став змс Віктор Фомін у 1955 р. Лише кілька поєдинків зіграли змс Віктор Каневський (5 ігор) і змс Олег Макаров (1 ігра), а стабільним гравцем збірної з українських футболістів став тільки півзахисник київського «Динамо» змс Юрій Войнов — єдиний представник українських клубів на чемпіонаті світу 1958, де вперше виступав Радянський Союз. У складі збірної він став чемпіоном Європи 1960 р.) Першим представником Срібної Землі у головній команді Радянського Союзу був мс Іван Мозер, до якого пізніше долучився змс Йожеф Беца. До речі, першим представником Закарпаття в олімпійській збірній країни був найкращий бомбардир київського «Динамо» в чемпіонаті 1950 р. — Дезидерій Товт. А починаючи з кінця 50-х років Закарпаття дало країні ще з десяток найвідоміших футболістів, які вдало виступали за першу, другу чи за олімпійську збірну Радянського Союзу, а саме: змс Йожеф Сабо, змс Василь Турянчик, Андрій Гаваші, майстер спорту міжнародного класу (мсмк) Ференц Медвідь, змс Стефан Решко, змс Василь Рац, змс Іван Яремчук, мсмк Віктор Пасулько, мс Іван Гецко, мс Степан Варга. Протягом півстоліття не можна було уявити київське «Динамо» хоча би без одного закарпатця на полі. (У 1961 р. українська столична команда вперше у історії чемпіонатів Радянського Союзу стала переможцем з-поза Москви. Того ж року Кубок СРСР здобув «Шахтар» (Сталіно). Український футбол ставав дедалі помітнішим на всерадянській арені. «Динамо» (Київ) під керівництвом Віктора Маслова у 1966–1968 рр. повторило рекорд ЦСКА (Москва), перемігши у 3-х чемпіонатах СРСР поспіль. У 1966 р. відрив киян від «срібного» призера, ростовського СКА досяг 9 очок. У період від 1965 до 1975 р. «Динамо» (Київ) тільки 1 раз опускалося нижче від 2-го місця в першості СРСР (7 позиція у 1970 р.), підсумок тих 11 сезонів: 6 чемпіонств і 4 віце-чемпіонства. Поспіль ця команда ставала чемпіоном у 1977, 1980, 1981, 1985, 1986 та у 1990 рр. Київське «Динамо» також здобуло Кубок володарів кубків (1986), а на чемпіонаті світу у Мексиці 1986 року у складі команди СРСР було 12 «динамівців».) Завойовували вони і найпочесніші трофеї — в тому числі Кубок кубків (Стефан Решко, Василь Рац, Іван Яремчук) та Суперкубок УЄФА (Стефан Решко), ставали олімпійськими чемпіонами змс (Йожеф Беца) та бронзовими призерами (Йожеф Сабо, Стефан Решко), а також срібними призерами першості Європи (Василь Рац, Іван Яремчук).
Чоловічий гандбол знову виходить на арену тільки у 50-х роках. Серед перших були берегівчани Василь Беллас, Іван Теняк, Йосип Зупко, брати Степан та Мирон Петенки, які почали задавати тон в обласних першостях. Переломний момент у розвитку цього виду спорту настав у другій половині 60-х років, коли з ініціативи директора Берегівської ДЮСШ С.Кіша в місті було створено чоловічу та жіночу секції. Згодом тренером жіночої гандбольної команди Берегівського консервного заводу став Й.Зупко, який запросив до себе колишніх випускниць місцевого ДЮСШ: Г.Тягур, Г.Глебу, О.Індик, К. та В.Гадь, Н.Ахандаєву, А.Бергер, Л.Залираку, С.Сападинець, Є.Фегер, Е.Суботу, І.Андрейчик, О.Фанту, М.Мигалько, О.Ельчанську та Н.Лобову. І дівчата не підвели, здобули у 1970 р. вперше в історії закарпатського спорту звання чемпіонок українського ДСТ «Спартак», через два роки вибороли право виступати у класі «А», а у 1977 р. вийшли у вищу лігу країни. З тих часів багатьох з них почали включати до збірної республіки, в олімпійську та національну команди СРСР. Берегівська команда мала назви «Спартак», «Колос», «Бактянка». У 1987 р. було ухвалено рішення про передислокацію колективу в обласний центр. Відтоді клуб отримує нинішню назву — «Карпати». Із 1970 р. закарпатські гандболістки незмінно виступали у чемпіонатах УРСР. У радянські роки вони були чемпіонами республіки (1986) та срібними призерками (1980, 1989). 1988 р. команда показала чудовий результат у Кубку СРСР, зайнявши третє місце. Здобутки цього виду спорту в Закарпатті базуються на вагомих традиціях. Одні імена олімпійської чемпіонки й чемпіонки світу змс Н.Гецко-Лобової (нині голови обласної федерації) та бронзової призерки Олімпіади і дворазової чемпіонки світу змс Н.Митрюк — про багато що говорять.
Розвиток інших м'ячових ігор в Закарпатті припадає на перші післявоєнні роки. У 1946 р. в області було створено 238 волейбольних секцій, у яких займалося 4,5 тисяч спортсменів. Серед 6 команд, що брали участь в тому році у чемпіонаті краю перемогу здобули ужгородці, які у фіналі з рахунком 2:0 перемогли іршавчан. З року в рок волейбол ставав дедалі масовішим. Основними його центрами були Ужгород і Хуст, але і в інших районах він здобував прихильників. Свідченням цього став успішний виступ чоловічої збірної Закарпаття на Спартакіаді УРСР 1956 р., де команда здобула 7 місце, а жіноча збірна стала 13-ю. У цей же час чоловіча команда ужгородського «Динамо» вивела крайовий волейбол спочатку на республіканську, а згодом і на всесоюзну арену. Велику роль у  розвитку цього виду спорту зіграв колишній п'ятиразовий чемпіон УРСР, чемпіон, срібний та бронзовий призер першості СРСР, член збірної команди УРСР майстер спорту Іван Скрябін. Він створив чудову волейбольну команду в Ужгородському університеті (УжНУ), яка прославилася не тільки в Радянській Україні, але й у всьому СРСР.
Баскетбол — був одним з наймолодших в Закарпатті видів спорту, який набув популярності лише у післявоєнні роки, особливо після відкриття УжНУ. Саме тоді на роботу у цей вищий навчальний заклад прибув молодий фахівець з цього виду спорту Іван Алексєєв. Невдовзі університетський спортклуб «Наука» став «законодавцем» баскетбольного руху області. Студенти це підтвердили в 1947 р. на першому чемпіонаті Закарпаття, в якому впевнено перемогли, і в іграх на Кубок УРСР, в якому дійшли до фіналу. Спортивну честь Закарпаття тоді захищали граючий тренер І. Алексєєв, С.Танинець, А.Гайдош, І.Гличев, П.Карцуб, М.Лесик, В.Станканинець, Г.Улиганець, Д.Букович, М.Івашкович та ін. Якщо на перших етапах розвитку баскетболу в області краще виступали чоловіки, то невдовзі естафету перебрали жінки. Вони під керівництвом Валентини Гомонай завоювали чимало спортивних трофеїв на багатьох республіканських і всерадянських змаганнях, турнірах, першостях. За ці роки В.Гомонай підготувала кілька десятків спортсменок високого класу, зокрема і майбутню олімпійську чемпіонку змс Маріну Копчу (Ткаченко).
З найстаріших видів спорту в радянські часи у фехтуванні найпомітнішою постаттю був учасник трьох Олімпіад, їх дворазовий срібний призер, п’ятикратний чемпіон світу, триразовий срібний призер  на планетарних змаганнях змс В.Станкович, а зачинателями радянського тенісу в області стали Елемір Ковач, Йосип Гагер, Олександр Пайкош і Нестор Горняк. Ужгородець Й.Гагер у 50-х роках неодноразово входив до складу збірної команди СРСР. Його партнерами в парних іграх були такі відомі спортсмени, як чемпіонки СРСР та УРСР Ольга Калмикова, Валерія Кузьменко, Єлізавета Баркас, Агнеса Борош, Ніна Байрачна, Валерія Шуврич, Шарлота Вешелені, а з чоловіків — Микола Озеров, Юрій Ольховик, Семен Фрідлянд, Андрій Геніс, Йосип Яношовський, Тиберій Негер, Михайло Мозер та ін. Мукачівський спортсмен М.Мозер десять разів входив у десятку найкращих тенісистів країни.
Настільний теніс по-справжньому масовим видом спорту став у 40-50-х роках. Тоді центрами «пінг-понгу» були Берегове, Ужгород та Мукачеве. Особливо вдалими для закарпатців виявилися 1952-1956 рр., коли збірні області входили в число найкращих на республіканській арені. Так, у 1952 р. Єва Мелега завоювала титул чемпіонки УРСР, на найвищу сходинку п'єдесталу пошани зійшли також брати Дезидерій та Ернест Фолтіни у чоловічому парному розряді, а в одиночному Дезидерій став чемпіоном, Ернест —  срібним призером республіканського чемпіонату.

## Розвиток спорту Закарпаття в сучасний період
1991 - друга половина 1990-х років — це був період відносного застою в розвитку галузі, викликаний розпадом Радянського Союзу і, як наслідок, руйнуванням цілісної системи галузі та напрацьованих десятиліттями зв’язків у ній. Спочатку це боляче вдарило по фізкультурно-спортивному руху, як і по ряду інших. Централізована вертикаль влади була зруйнована, раніше один монолітний організм перестав ритмічно функціонувати, механізми взаємодії та взаємопідтримки не діяли. Царина фізкультури та спорту опинилася на роздоріжжі: стару систему ліквідували, а нову ще не вдалося сформувати. Розпочалася фаза болісних, здебільшого невдалих експериментів, які в кінцевому рахунку не оминули й Закарпаття. Почали занепадати досі могутні спортивні товариства «Трудові резерви», «Локомотив», «Буревісник» тощо, а спроба їх об’єднання результату не дала. Обласна рада СТ «Спартак» у 1987 р. мала бюджет майже 1 млн. 200 тис. крб., а в 1991 р. ця сума знизилася ледь не в чотири рази. Новостворена система виявилася занадто громіздкою та нежиттєздатною. На території області в той час діяла 31 дитячо-юнацька спортивна школа, 3 спеціалізовані (із футболу, гандболу та гірських лиж). Із загальної кількості ДЮСШ 14 належали системі освіті, 6 – профспілкам, 10 – товариству «Колос», одна – «Трудовим резервам». Виживали заклади, які мали підтримку з місцевого бюджету, а також від спонсорів. Навпаки, занепадали ті, донорами яких були колгоспи й виробничі підприємства. Більшість із них практично перестали існувати. Отже, і фізкультура та спорт утрачали фінансову підтримку. Не дивно, що в той час «колосівці» області змогли провести тільки третину змагань із запланованих. Загалом галузь оповила тенденція нестабільності. За охопленістю всіма видами фізкультурно-оздоровчої роботи Закарпатська область у 1995 р. мала показник 114985 чол., а в 1996 — 133296 чол. (+18331, що після Одеської області й Києва було третім показником в Україні). Проте вже за рік край, як і майже половина інших областей, мав мінусові показники: 1996 р. — 133296 чол., 1997 р. — 87792 (-45504). Непроста ситуація склалася і в різних видах спорту. Лише в Ужанській долині працювало 6 гірськолижних баз, функціонувала ДЮСШ при УжНУ на гірськолижній базі «Плішка», була хороша школа товариства «Локомотив» на «Красії», існували секції медиків та вчителів на Щербині, Ужку. Ця мережа піддалася зруйнуванню. Дітям і тренерам займатися практично ніде було. У 1993-му й 1997-му передолімпійських роках не вдалося підготувати жодного майстра спорту й майстра спорту міжнародного класу із зимових видів спорту. Відчули проблеми й представники літніх олімпійських видів спорту. Зокрема виникли питання з оплатою залу для занять, світла, спортсмени часто виїжджали за свій рахунок на змагання. Така картина, утім, частково спостерігалася й у наступні роки, адже всі види спорту забезпечити коштами не було можливо. І все ж у 90-х роках, коли країну охопила криза, це відчувалося особливо. Скажімо, серйозний спад охопив теніс. Хронічними стали проблеми з інвентарем, формою, кошти на які не виділялися роками. Успіхи всеукраїнського й міжнародного рівнів значною мірою добувалися за рахунок радянського досвіду спортсменів і тренерів. Лише в окремих видах спорту давала знати про себе перспективна юнь. Важливим для галузі став Указ Президента України № 340/94 від 29 червня 1994 р., згідно з яким кожну другу суботу вересня в країні відзначається День фізичної культури і спорту. Поява свята в календарі означала, що держава усвідомила роль фізичної культури і спорту в житті українців, зокрема в плані організації активного та змістовного відпочинку, зміцнення здоров’я людей. І хоч чимало намірів лишилися на папері, проте сам факт проголошення цього дня став показовим. Найкраще сказане ілюструє Ужгород, де шкільний спорт лише частково керувався з міськвідділу освіти. Провідна спортивна школа — ДЮСШ № 1 — перебувала у віданні відділу в справах фізкультури і спорту виконкому міськради. Обласні ж спортшколи належали управлінню в справах фізичного виховання і спорту Міністерства освіти і науки України. Не завжди стикувалися обласні змагання зі змаганнями під егідою місцевих спортивних структур.
І все ж, незважаючи на проблеми, поступово спорт та фізична культура Закарпаття призвичаювалися до нових обставин, відшуковувалися шляхи ефективного управління, здійснювалися кроки по виходу з кризи, яка склалася. Завдяки виваженій та прагматичній діяльності, організаційним зусиллям і мобілізації кадрового ресурсу особливих успіхів було досягнуто в зимових видах, матеріальна база яких усе ще потребувала вдосконалення й розширення. По лінії Державного комітету України з питань фізичної культури і спорту в 2000 р. управління з питань фізичної культури, спорту і туризму Закарпатської облдержадміністрації серед областей ІІ групи посіло 3 місце в ІІ зимових Спортивних іграх молоді України, 2002 р. — 2 місце в роботі з вищої спортивної майстерності із зимових олімпійських видів спорту. У 2003 р. збірний колектив спортсменів мав 1 місце в командному заліку на змаганнях ІІІ зимових Юнацьких спортивних ігор України, 2 місце в роботі з вищої спортивної майстерності із зимових олімпійських видів. Крім того, 2001 р. назване управління здобуло 3 місце в роботі вищої спортивної майстерності з неолімпійських видів спорту серед областей третьої групи. У ІІ Всеукраїнських спортивних іграх 2003 р., порівняно з першими (1999), поліпшилися результати в 9 видах спорту. З’являлися певні вагомі успіхи на рівні юніорського спорту, що подавало надії на подальшу перспективу. Більше стали приділяти уваги реалізації програми «Основи здоров'я і фізична культура».
Підвищення стандартів суспільного, у тому числі спортивного життя, диктували проведення змін на місцях, розвиток нових видів спорту, напрацювання сучасних підходів у вирішенні питань галузі, що давало б можливість модернізувати складну систему фізичної культури та спорту на роки, пристосувати її до вимог часу з урахуванням світових тенденцій. Віяння якісно іншої доби не проходили осторонь фахівців і в області. Хоч не в усьому вдалося досягти результатів, проте поступ відбувався помітнішими кроками, ніж раніше. Десь спрацьовували керівники, які адекватно оцінювали ситуацію, десь своєчасно надходило фінансування, а десь підтримка справи ентузіазмом допомагала раціональніше використати резерви. У 2001 р. в Ужгородському національному університеті розпочав свою діяльність факультет фізичного виховання і спорту. Це значно покращило вирішення проблеми нестачі кадрів для галузі. Запрацювали нові федерації — армреслінгу, пейнтболу, обласний осередок всеукраїнської ліги професійного боксу. За 8 місяців 2003 р. в області зустрічали учасників 17 міжнародних та 19 всеукраїнських змагань. Було організовано й відряджено понад 100 команд для участі в заходах різних рангів. Проведено понад 120 обласних спортивно-масових заходів. Збірні області взяли участь у 16 міжнародних змаганнях за межами краю. Того ж року 180 спортсменів Закарпаття стали призерами офіційних чемпіонатів, першостей та кубків світу, Європи й України, що майже вдвічі більше, ніж за весь 2002 р. Усіма видами фізкультурно-оздоровчої роботи в цей період вдалося охопити понад 100 тисяч чоловік, що на третину більше за попередні два роки. Близько 85 відсотків учнів брали участь у спартакіадах учнівської  молоді. У той час вагома увага приділялася багатьом видам спорту, у першу чергу наймасовішому — футболу, а також зимовим. Цілеспрямована діяльність обласної федерації лижних видів дала закономірний результат: уперше в історії Закарпаття здобуло першість у командному заліку на ІІІ зимових Юнацьких спортивних іграх України по своїй групі, а в особистому заліку 13 спортсменів 17 разів ставали призерами. Загалом у зимових олімпійських видах область закріпилася на лідируючих позиціях із-поміж областей своєї групи. У 2004 р. збірна області отримала нагороди за друге місце серед команд областей другої групи в ІІІ зимових Спортивних іграх молоді України. 2005 р. Держкомітет України з фізичної культури і спорту відзначив закарпатців за 2 місце на зимових Спортивних іграх України. Пізніше вже міністерство України в справах молоді та спорту нагородило управління в справах молоді і спорту ОДА за 2 місце в роботі зі спортивної майстерності із зимових олімпійських видів серед областей другої групи. У цій же групі збірна краю посіла 2 місце за підсумками трирічного циклу комплексних спортивних заходів із зимових видів спорту 2003–2005 рр.
Вищеназване управління було також відзначене першим місцем за підсумками діяльності фізкультурно-спортивних організацій у роботі з вищої спортивної майстерності із зимових олімпійських видів серед областей другої групи в 2007–2010 рр. Промовисті підсумки реалізації цільової комплексної програми «Фізичне виховання — здоров'я нації». За показниками фізкультурно-оздоровчої та спортивної роботи Закарпатська область у 1998 р. мала менше 100 тисяч, а в 2005-му — понад 150 тисяч чол. Зростало число штатних працівників галузі, було створено обласний і окремі районні центри фізичного здоров'я «Спорт для всіх». На початку третього тисячоліття в краї також запрацював Центр олімпійської підготовки, було відкрито три обласні дитячо-юнацькі спортивні школи та ліцей із поглибленим вивченням фізичної культури. Урок фізкультури в загальноосвітніх навчальних закладах масово запроваджувався тричі на тиждень. Для талановитих спортсменів виплачувалися стипендії. На загальне фінансування галузі області в 2005 р. було виділено 20 млн. 456,5 тис. грн. (це середній показник по Україні), у т. ч. з бюджету — 2113,7 (найкращий результат у державі). У цей період розпочався прогрес різних груп видів спорту. Свої прихильники знайшлися і у фітнесу, маутенбайку, бриджу тощо. Діючими в області вважаються 76 видів зі 157 визнаних в Україні: 21 із літніх олімпійських, 5 із зимових олімпійських, 30 неолімпійських, 8 зі спортивно-технічних і прикладних видів спорту, 12 для осіб із вадами слуху, зору, опорно-рухового апарату. Активно працюють 53 федерації з олімпійських, неолімпійських, спортивно-технічних і прикладних видів спорту та для осіб з обмеженими фізичними можливостями. Внаслідок цього в області діють 30 ДЮСШ, 3 СДЮШОР та ШВСМ, у яких 30-ма видами займається 19352 спортсмени, працюють 550 тренерів, активно культивується 18 олімпійських видів спорту, із яких найпріоритетнішими залишаються гандбол і футбол. За 4 роки олімпійського циклу відкрито 19 нових відділень ДЮСШ з 10 видів спорту. За рейтингом спортивної майстерності поліпшилися результати спортсменів із 7 видів спорту, зокрема в гандболі з 11 на 4 місце, у пляжному волейболі з 3 на 1 місце.
Покращується і матеріальна база. Проводиться реконструкція центральної арени краю — ужгородського стадіону «Авангард». Модернізується ужгородський спорткомплекс «Юність», де проводять ігри чемпіонату країни гандболістки, волейболісти, баскетболісти обласного центру. Завдяки підприємницькій ініціативі приватний капітал інвестується в спорудження сучасного багатофункціонального спортивного комплексу «Зідан» у селі Баранинці (Ужгородський район). Уведення цієї споруди в дію дало можливість проводити заходи не лише в сучасних умовах, а й значно розвантажити інші спортоб’єкти, що потерпали від значної кількості відвідувачів. Також збільшилася кількість приватних фітнес- та оздоровчих центрів. Розпочато реконструкцію басейну спорткомплексу УжНУ, зведено якісну льодову ковзанку в обласному центрі. Міцніють гірськолижні бази, поступово набираючи рис сучасних зимових об’єктів. У районах серйозно беруться за модернізацію споруд спортивного призначення. У 2006 р. в Міжгірському районі відкрито ЗОШ І-ІІ ступенів зі спортзалом, спортмайданчиками (у тому числі з гімнастичним обладнанням), іншими приміщеннями для занять фізкультурою і спортом. 2010 р. в школах області встановлено майже 20 спортмайданчиків із сучасним штучним покриттям тощо.
На сьогодні галузь великого й малого спорту все ще недостатньо фінансується. Збереглися й певні негативи. Так, закрито по одному відділенню ДЮСШ з гандболу, настільного тенісу, останнє з плавання, скорочено понад 10 тренерів із 5 видів. Хоч запрацювала водна споруда Ужгородської гімназії, Закарпатська область разом із Чернівецькою практично не розвиває плавання, одна з п’яти в Україні — кульову стрільбу. Розбудова матеріально-технічної бази ще не встигає за потребами часу. Особливо катастрофічна ситуація на селі, яке є найбільшим оплотом етнокультури, у тому числі фізичної. Не вирішено в області й кардинальні питання, які впродовж років набули справжньої хронічної недуги й пов'язані, наприклад, зі станом бігових доріжок на стадіоні «Авангард» (Ужгород), роботою плавальних басейнів (що негативно позначилося на статистиці тих, хто вміє плавати, та, як зазначалося вище, зупинило поступ водних видів), покращенням спортивної бази ряду загальноосвітніх шкіл; не створено сучасних об'єктів для провідних у краї лижних видів спорту. Десь залишився тягар із минулого, десь виникали нові проблеми в результаті допущених помилок на місцях. Утім незмінним зоставалося одне: навіть з урахуванням питань, які не вдалося вирішити, галузь як цілісний організм поступово ставала на міцне опертя й торувала собі шлях до кращого життя. І цьому підтвердженням є розвиток різних видів спорту.

### Поступ командно-м’ячевих ігор
Серед тих видів спорту, які набули в краї особливої популярності, слід виокремити командно-м'ячеві ігри. Це пов'язано як із їх природою, особливою змагальною атмосферою, так і з традиціями, що склалися в розвитку окремих видів під впливом тих чи інших обставин. Наймасовішим видом у краї продовжує залишатися футбол. Як було згадано, його витоки в області сягають кінця ХІХ — початку ХХ століття. Найбільшу ж славу крайовому футболу принесли ужгородські «УАК» (1906), СК «Русь» (1925) та «Спартак» (1946). Саме від останнього, власне, і черпає витоки нинішня команда майстрів обласного центру. Спочатку це «Верховина» (1961), потім — «Говерла» (1971), далі «Закарпаття» (1982 — 1996), «Верховина» (у сезонах 1996/1997 та 1997/1998), ОСК «Закарпаття» (із 1998/1999 по 2006/2007 рр.), ФК «Закарпаття» (з 2007/2008 по 2010/2011, ФК  «Говерла-Закарпаття» (2011 —2012) і ФК «Говерла» (з сезону 2012/2013 по сьогодні). У чемпіонатах незалежної України ужгородці виступали по-різному. Утім найпам’ятніші вісім сезонів — 2001/2002, 2004/2005, 2005/2006, 2007/2008, 2009/2010, 2012/2013, 2013/2014 і 2014 —2015 рр., коли команда перебувала в найвищому дивізіоні. Високих місць в еліті вітчизняного футболу ужгородці не займали, але сам факт виходу до класу найсильніших — неабиякий успіх. За два десятиліття по різному складалася доля ФК «Говерли» в Кубку України. Найвдалішим у поході за почесний трофей виявився сезон 2001/2002 рр., коли команда дійшла до чвертьфіналу. Водночас відрадно, що ціла група гравців зі Срібної Землі вже раніше зодягнула футболки інших прем'єр-лігівських команд. Це — вихованець Мукачівської ДЮСШ, найвідоміший гравець із тих, хто нині виступає, В.Кобін («Шахтар» Донецьк, «Карпати» Львів, «Закарпаття» Ужгород), вихованець СДЮШОР Ужгород М.Кополовець («Закарпаття», «Карпати» (Львів), «Білшина» (Бобруйськ), а також Ю.Габовда («Карпати» Львів, «Кривбас», «Таврія»), А.Пуканич («Шахтар» Донецьк, «Іллічівець», «Ворскла», «Говерла»), Ю.Путраш («Закарпаття», «Металург» Донецьк, «Оболонь», «Таврія»
«Чорноморець»), Ю.Чонка («Металіст» Харків). На сезон 2013/2014 у заявці «Динамо» Київ значився й вихідець з Мукачева, півзахисник І.Харатін.
У роки незалежної України помітних успіхів досягли футбольні арбітри Закарпаття. Вони продовжили найкращі традиції крайової школи, яку свого часу сформували такі видатні представники, як Ф.Куруц, О.Малець, О.Теметєв, Т.Пфайфер та інші судді. У період кінця 90-х — початку 2000 рр. матчі чемпіонату України у вищій лізі проводили С.Селменський, який став першим в Україні асистентом арбітра ФІФА, В.Онуфер (перший вітчизняний арбітр ФІФА), П.Токарєв, В.Бабич, В.Дуло, В.Югас. Останній згодом отримав звання лайнсмена ФІФА (1996), і в країні сталася цікава подія, якій потім дивуватимуться й за кордоном: одразу троє суддів міжнародної категорії з футболу були представлені таким порівняно невеликим містом, як Ужгород. Що ж до Югаса, то він обслуговував ряд відповідальних ігор, зокрема у 1997 р. фінал чемпіонату світу серед військовослужбовців у столиці Ірану — Тегерані, у Лондоні повторну гру 1/8 фіналу Кубка володарів кубків «Челсі» (Англія) — «Тромсе» (Норвегія), у Києві фінал Кубка України-2000 «Кривбас» — «Динамо» тощо. Дещо раніше особливої слави зажив і Онуфер. Він провів понад 140 матчів у вітчизняному чемпіонаті, є одним із рекордсменів за кількість ігор у вищій футбольній лізі країни, а на міжнародній арені протягом 7 сезонів обслуговував понад 30 зустрічей (ігри єврокубків, міжнародні відбірні матчі чемпіонатів Європи та світу за участю збірних країн). Якщо до них приплюсувати ще й кубкові поєдинки (в 2000 р. обслуговував фінал Кубка України), то тільки на високому рівні він провів майже 250 ігор. Крім того успішно зарекомендував себе й як інспектор і член експертної комісії Федерації футболу України (ФФУ). Раніше удало себе показали в ролі інспекторів і делегатів ФФУ у вищій лізі закарпатці М.Михалина (він протягом 12 років був головою ФФЗ і інспектором ФФУ), О.Теметєв, А.Гаваші (він теж 12 років був на посаді голови ФФЗ, 10 років — делегатом ФФУ на матчах вищої і прем'єр-ліги країни, а також діяв на посаді члена виконкому ФФУ, в якій виконував обов'язки заступника голови комітету по зв'язках із регіонами —курирував західні області), В.Попович. Сьогодні в прем'єр-лізі  працює заступник голови ФФЗ В.Наскалов, а першу лігу України інспектував М.Митровський-старший. Певних висот сягнули й інші закарпатські служителі футбольної Феміди. Зокрема асистентами судді вищої ліги працювали В.Попович, В.Дем’яненко, арбітром першої ліги Я.Маєревич, асистентами судді першої ліги М.Митровський-старший, В.Козик, І.Староста, І.Кувік. Сьогодні цю естафету продовжують Я.Козик (суддя прем’єр-ліги), М.Митровський-молодший (арбітр першої ліги), І.Гарлач-молодший (асистент арбітра першої ліги).
За останні кілька десятиліть успішно працювали й закарпатські тренери з футболу. Найкращі традиції наставників-організаторів Б.Вейга, Ф.Куруца, К.Сабо, Й.Беци (колишній старший тренер СКА (Ростов-на-Дону) та різних першолігових футбольних команд України, Вірменії і Казахстану), Е.Юста (колишній тренер ужгородського «Спартака» і Авангард (Тернопіль)), старщий тренер ФК «Карпати» Львів і головний тренер молодіжної збірної Угорщини), М.Комана (колишній тренер, начальник ФК «Динамо» Київ і головний тренер молодіжної збірної України), І.Шандора (колишній старший тренер «Говерли», «Спартака» Івано-Франківськ, «Буковини» Чернівці, «Зірки» (Кіровоград) і тренер кількох угорських клубів), Е.Кеслера (колишній старший тренер «СКА» (Львів), «Волинь» і «Говерли») та М.Михалини (серед старших тренерів головної дружини краю він найдовший час, із незначними перервами протягом 13 років очолював ужгородську команду майстрів, потім був наставником «Спартака» Івано-Франківськ та «Буковини» Чернівці, а в ужгородському «Спартаку», «Верховині» і «Говерлі» був старшим тренером цілого ряду майбутніх прославлених футболістів країни, які продовжили свою кар'єру в «Динамо» (Київ) та в інших елітних радянських клубах, а саме: Йожеф Сабо, Василь Турянчик, Андрій Гаваші, Іван Диковець, Іштван Секеч, Стефан Решко, Ференц Медвідь, Степан Варга, Томаш Пфайфер та ін.) продовжили:
- Й.Сабо — колишній головний тренер, начальник і віце-президент ФК «Динамо» Київ, головний тренер збірної України,
- В.Рац — колишній тренер ФК «Динамо» Київ, «Оболоні» і угорського «Ференцвароша», помічник головного тренера збірної України,
- В.Турянчик — колишній старший тренер і начальник «Говерли», тренер мукачівських команд «Керамік» і «Карпати»,
- В.Плоскіна — колишній тренер «Чорноморця» і донецького «Шахтаря»,
- М.Штенін — працевлаштувався в Бельгії,
- С.Марусинець — колишній спортивний директор «Локомотива» Астана,
- В.Пасулько — був головним тренером різних першо- та друголігових команд Німеччини, Азербайджану, Узбекистану, Казахстану і наставником збірної Молдови, а в 2014 р. працевлаштувався в Італії,
- В.Ряшко — працював тренером різних мукачівських команд та старшим тренером «Ниви», «Львіва» і «Закарпаття», яке вивів у вищу лігу й зумів зберегти в ній прописку ще на сезон,
- М.Іваниця — теж вивів ужгородську команду майстрів у вищу лігу,
- Г.Вайда — працював начальником команди й віце-президентом ФК «Карпати» (Львів),
- І.Герег — у Львові був тренером та директором СДЮШОР «Карпати», а наприкінці 1980-х років почав займатися бізнесом,
- В.Васютик — працював тренером воротарів ФК «Карпати» Львів і старшим тренером «Закарпаття» тощо.

Є успіхи й у жіночому футболі. Сьогодні близько 400 закарпатських дівчат присвятили себе грі мільйонів. Найактивнішими є Ужгородський, Рахівський, Виноградівський, Іршавський райони. У 2002–2003 рр. І.Петер у складі херсонської та чернігівської команд серед дорослих була бронзовим призером чемпіонату України, а потім потрапила до складу «Підмосков’я» — одного з найсильніших російських колективів із жіночого футболу. 2010-го та 2011-го років інші вихованки відомого ужгородського тренера Ф.Варги, В.Рапа й Н.Ковач, стали чемпіонками України в складі чернігівської спортшколи-інтернату, а нині є також кандидати в молодіжну збірну України. Ще кілька гравчинь удало влилися в ряди команд інших міст України. У 2010 р. відбулася знакова подія й у жіночому суддівстві: до числа асистентів арбітрів ФІФА потрапила Я.Сащина з Ужгорода. В обласному центрі в 1990–2000-х рр. проходили ігри за участю  жіночої збірної України, зокрема 1996 р. — з угорками та румунками в рамках відбірного циклу чемпіонату Європи, а 2004 р. — товариська  зустріч з командою Польщі.
29 квітня 1992 р. в Ужгороді свій перший офіційний матч зіграла національна чоловіча дружина. Її суперники були угорці. Вони й перемогли — 3:1. Утім єдиний і перший гол в історії національної команди України провів вихованець закарпатської футбольної школи (Іршавська ДЮСШ) І.Гецко. Він виступав за ужгородське «Закарпаття», львівські СКА і «Карпати» (у складі останніх виграв бронзові нагороди чемпіонату і став другим найкращим бомбардиром за всю історію виступів команди у внутрішньому чемпіонаті), а також за «Дніпро» Дніпропетровськ, одеський «Чорноморець» (де став володарем Кубка України-1992), «Кривбас» Кривий Ріг, «Металіст» Харків, «Локомотив» Нижній Новгород, «Аланія» Владикавказ. Був володарем Кубка (1993) й чемпіоном Ізраїлю в складі «Маккабі» (Хайфа). І.Гецко двічі здобував звання другого бомбардира чемпіонату України, увійшов в історію першим автором трьох голів, забитих в одному матчі у вищій лізі (1992, «Чорноморець» – «Нива» Вінниця — 6:0). Досі непобитий рекорд цього закарпатського футболіста: він протягом одного сезону (1999/2000) двічі забивав по 4 голи (причому в складі різних команд — «Карпат» і «Кривбаса»). Із 2007 р. уславлений голеадор працював тренером-селекціонером одеського «Чорноморця».
Гравці ФК «Закарпаття» відзначилися за збірну студентів України. Нападник М.Бундаш, який 10 років (із перервами) віддав рідному клубу, 2001 р. виборов зі співвітчизниками срібні медалі всесвітньої Універсіади. При цьому, забивши 4 м’ячі, став найкращим гелеадором своєї команди, а в підсумку був удостоєний звання майстра спорту міжнародного класу. У 2009 р. вдруге наші студенти стали золотими тріумфаторами всесвітньої Універсіади. У фіналі українці, як і 2007 р. в Бангкоку, переграли італійців. Цього разу в Белграді на стадіоні «Партизан» із рахунком 3:2. Весь матч у складі переможців провів нападник М.Бобаль (тоді виступав за сімферопольську «Таврію»), а із 46-ї хвилини поєдинку на загальний результат працював іще один закарпатець — В.Микуляк.
Разом із великим футболом в області розвивається й аматорський. Із 2006 р., коли головою ФФЗ обрали М.Ланя, ситуація суттєво покращилася. Нинішній сезон у крайовому чемпіонаті розпочали команди у двох лігах — вищій і першій. Найбільшої ж слави здобув берегівський «Берегвідейк». Його футболісти не лише підкорили собі найвищі обласні вершини, й у 2010 р. виграли аматорський Кубок України. Улітку ж 2009 р. сталася ще одна непересічна подія в історії закарпатського футболу. У селі Дідово Берегівського району проведено перші офіційні змагання з пляжного футболу — Кубок Закарпатської області серед аматорських команд. Слід також зазначити, що того ж, 2009-го року футбольна збірна ветеранів Закарпаття під керівництвом тренера В.Козика стала чемпіоном України. Світлу сторінку в історію м’ячевих ігор на Закарпатті вписав і міні-футбол. У сезоні 2003/2004 й 2004/2005 рр. ужгородська команда «Лотос» вдало дебютувала в Західній зоні другої ліги чемпіонату України (відповідно 3 та 5 місця). На жаль, у подальшому далася взнаки фінансова скрута, і колектив припинив існування. Однак 2009 р. знову зайшла мова про відродження в Ужгороді міні-футбольної команди всеукраїнського рівня. Клуб назвали «СК «Русь», який у 2010 р. посів 5 місце (із 10 команд).
Іншою м’ячевою грою, яка досягла помітних успіхів у краї, є жіночий гандбол. Цементуючою ж основою поступу ручного м'яча в області є ужгородська команда «Карпати», славні традиції якої були продовжені й у роки незалежності. Своєрідним заспівом став 1996 р. Тоді команда посіла 4 місце в чемпіонаті й уперше включилася в боротьбу за один із європейських гандбольних кубків. Наступного року ужгородки святкували здобуття бронзових нагород. У 2002 й 2011 рр. ставали срібними призерками чемпіонату, а у 2012 р. — чемпіонками України. Такого ж успіху досягли дівчата 2003 р. в складі збірної області на ІІ Всеукраїнських спортивних іграх. Тоді одразу 10 гравців отримали почесне звання майстрів спорту. На офіційному міжнародному рівні «Карпати» за часи незалежної України провели 10 сезонів, граючи в єврокубках із найкращими командами Європи. У 1997 р. під орудою досвідченого тренера В.Чернова ужгородки як третя команда країни дебютували в Кубку Європейської федерації гандболу. Найвдалішим був сезон 2000/2001 в «Кубку виклику». Тоді закарпатки пробилися до чвертьфіналу. У 2008/2009 рр. команда брала участь у Кубку володарів кубків УЄФА («Winners’Cup») і в 1/16 фіналу здолала австрійський клуб «Гандбол». Із гравців доби незалежності слід виділити членів національної збірної мсмк О.Попович, вихованок закарпатської СДЮШОР із гандболу «Карпати» І.Чернову, В.Шклярук, В.Бежинець (Цибуленко), Т.Трегубову, Н.Скунзяк, гравців молодіжної і кадетської збірних України Н.Семаль, А.Погань, Н.Шимко, М.Соскиду, М.Лєбєдєву, О.Кребс, вихованку свалявського гандболу І.Мигович, яка захищає честь ірпінського «Податкового університету» тощо. У тренерському штабі молодіжної команди себе зарекомендував Б.Петровський, який 2011 р. привів «Карпати» до срібних нагород чемпіонату країни в жіночій суперлізі, а наступного року — до золотих медалей. Перші, але так само успішні кроки зробили закарпатські представниці й у пляжному гандболі. 2011 р. вихованки 1994–1995 р. тренера В.Чернова дебютували у всеукраїнських змаганнях та привезли зі Скадовська бронзові нагороди. Того ж року в Южному дебютант збірної Закарпатської області на попередньому етапі Чемпіонату України стала третьою. Це гарантувало вихід у фінальну частину змагань, матчі якої приймав Чорноморськ. Популяризації гандболу в області сприяло й проведення в Ужгороді матчів жіночої збірної України (з Голландією, Ісландією), міжнародних турнірів за участю клубів різних країн.
Вперше про регбі Закарпаття зафіксовано інформацію в період Чехословацької республіки, у 1928 році, коли в місті Ужгород було зіграно перший матч і створено команду регбістів. У 2014 році було створено осередки регбі в Ужгороді, Мукачево, Королево, Колочаві. Функціонують дитячі, жіночі та чоловічі команди. Щороку безперервно проводиться кубок регбі на снігу «UzhRugbySnow”. 2019 - 3-тє місце на чемпіонаті України Вищої ліги з регбі-7 серед жінок. Золото у чоловіків пляжне регбі Bears Beach Rugby., срібло у жіночої команди. Пляжне регбі - 2018 рік - Жіліна (Словаччина). 19 серпня2917 року в угорському місті Вац відбувся міжнародний турнір з регбі-7 "Карпатський кубок": срібний кубок (2 місце) у жіночої команди Закарпаття та бронзовий кубок (3 місце) у юнацької команди Закарпаття. 15 листопада 2023 року команда стала срібним чемпіоном Вищої ліги ЧУ з регбі-15. 
У 2022 році 4 гравців команди, серед них президент федерації регбі Закарпаття Федір Шандор, добровільно вступили в ряди ЗСУ. 
До числа фаворитів командно-м’ячевих ігор на Закарпатті потрапив і чоловічий волейбол. І невипадково, адже має багаторічні традиції, початок яких закладено щонайменше в 1920–1930 рр. В останні два десятиліття названий вид, хоч і з труднощами, але теж розвивається більш ніж помітно. У першу чергу це пов'язано з виступами місцевих команд у студентській, аматорській та професійній лігах України. Команда Мукачівського технологічного інституту в 2002/2003 та в 2004/2005 рр. ставала бронзовим призером студентської ліги країни (перша ліга). У 2005/2006 рр. там виступали гравці ЗакДУ (чоловіки — друге місце в другій лізі) та УжНУ (жінки). В аматорській лізі України свої сили пробували спартаківці Сваляви (3 місце в сезоні 2003/2004 рр.), «Комунальник», ОДЮСШ (Ужгород), хустський «Нарцис», перечинське «Воєводино». Найціннішим є вихід закарпатців на рівень професіонального волейболу країни. 1993 р. в Ужгороді було створено команду «Закарпаття», яка в сезоні 1994–1995 рр. грала в ІІ лізі чемпіонату України, а потім виступала під назвою «Освіта». 2003 р. в Ужгороді засновано «Комунальник» (із 2006 р. — «Закарпаття-ЗакДУ»), який розпочав виступати в аматорській лізі України, а 2004 р. став учасником першої професійної ліги. З реорганізацією вищого дивізіону ужгородці потрапляють до класу «Б». Там у стартовому для себе сезоні 2004/2005 рр. «Комунальник» зайняв 2 місце. Це забезпечило участь у перехідному турнірі за право підвищитися в класі. Вигравши названі змагання, команда перебралася до класу «А» вищої ліги. Там у сезоні 2006/2007 рр. ужгородці посіли перше місце. Отже, для «Закарпаття-ЗакДУ» (команду перейменували, оскільки її основу склали представники Закарпатського держуніверситету) відкрився шлях до найсильнішого волейбольного ешелону країни — суперліги! Після 6 місця в сезоні 2007/2008 наступного чемпіонату ужгородці понизилися в класі. У 2009/2010 та 2010/2011 рр. команда грала у вищій лізі відповідно під назвами СК «Ужгородський» та «Ужгородський–ВК «Закарпаття». Спочатку вона не потрапила до квартету найсильніших, а в 2011 р. колектив фінішував четвертим.
Загальноволейбольний поступ сприяв поширенню й пляжного волейболу, обласну асоціацію якого створено наприкінці 1990-х рр. 2005 р. пара А.Даскалюк–К.Медяник була бронзовим призером Кубка України. У 2007 р. чоловіча команда ЗакДУ М.Мельничук та М.Іванко — фінішувала третьою на всеукраїнській універсіаді, а О.Клямар та А.Куцмус — першими. Причому остання пара вигравала також Молодіжні ігри України, була їх бронзовими призерами й фінішувала третьою серед дорослих, а на чемпіонаті Європи серед студентів у турецькій Анталії здобула золоті медалі (2007), на IV планетарному чемпіонаті з-поміж 32 найкращих студентських дуетів показала другий результат (2008).
Рівняючись на чоловічий волейбол, спробував заявити про себе на високому рівні й такий м’ячевий вид спорту, як баскетбол. Він почав розвиватися на Закарпатті в повоєнні роки. Найтитулованішою ж залишається змс М.Копча-Ткаченко, яка після завершення великого спорту виявила себе і на тренерській роботі (із жіночою збірною України, ТІМ-СКУФом Київ). Криза 1990-х років боляче вдарила по обласному баскетболу, який певний час узагалі перебував на межі існування. Тепер справи покращуються. Якісним проривом було створення 2009 р. клубу БК «Ужгород», президентом і тренером якого став О.Зубковський. У стартовому для закарпатців чемпіонаті (2009/2010 рр.) у Західній зоні виступало 15 команд. Команда Ужгорода  розділила 7–15 місця (конкретні з них тоді не розігрувалися), а наступного сезону показали шостий результат. Піднявся і юнацький баскетбол у краї. Виступаючи в дивізіоні «Б», закарпатські юні баскетболісти посіли 2 місце в Україні. Набирає обертів і стрітбол (вуличний баскетбол).
Понад десятиліття палітру ігрових видів спорту в краї доповнює американський футбол. Триразові чемпіони України. Багаторазові призери чемпіонату України - "Ужгородської лісоруби".
Цей вид спорту у 1998 р. із-за океану перекочував на Закарпаття завдяки християнським місіонерам: канадцеві Р.Фрізену та росіянину О.Дмитрієву. Уже наступного року офіційно на базі Ужгородського національного університету з’явилася перша обласна команда — «Ужгородські Лісоруби». 11 вересня 1999 р. відбулася перша гра. В обласному центрі, на стадіоні спорткомплексу УжНУ, «Лісоруби» змагалися з вінницькими «Вовками». Наступного, 2000-го, року ужгородці беруть участь у першому турнірі — «Донбас Арена Боул». Після цього стартували в чемпіонаті України. У першому для себе сезоні «Лісоруби» вибороли 5 місце, потім третє. У подальшому чемпіонаті команда впевнено виступає в Західній конференції, проте не виступає у фінальній стадії змагань. 2003 р. в Ужгороді під керівництвом О.Дмитрієва з’являється команда «Воїни». Її підсилюють гравці «Лісорубів», які за відсутності фінансування припинили свою діяльність. Проте з 2008 р., коли обласну федерацію очолив Ю.Нагорняк, ситуація кардинально змінилася. «Лісоруби» знову з’явилися на змагальній арені («Воїни» перестала існувати) й наступного року виграли Кубок Ужгорода і уперше в історії стали чемпіонами України! З 2015 року президент клубу та Федерації американського футболу Закарпаття — професор УжНУ Федір Шандор (гравець лінії захисту). У 2022 році 12 гравців команди добровільно вступили в ряди ЗСУ. 16 жовтня 2022 року під час бойових дій загинув гравець команди Данило Богуславський, на честь якого названо у червні 2023 року одну з вулиць Ужгорода.

### Розвиток олімпійських видів спорту
Система фізкультурно-спортивної галузі Закарпаття достатньо розгалужена, адже протягом багатьох десятиліть невпинно розвивалася. Як наслідок, крім м’ячевих видів спорту широко представлені й інші. У першу чергу слід виділити лижні олімпійські. Для їх розвитку  місцеві природно-кліматичні умови заклали чудові можливості. Не дивно, що ще 1918 р. в Ужгороді було створено спортивне товариство, а в радянські часи в області функціонувало чимало гірськолижних баз. Правда, тривалий час у розвитку саме гірських лиж був помітний спад, федерація практично дублювала діяльність профільного управління, однак за часи незалежної України ситуація змінилася. В Закарпатті утвердилися й розвинулися не лише гірськолижний, але й інші лижні види спорту. До того ж із часом, у післякризовий період, завдяки інвестиціям ряд об'єктів удалося модернізувати, забезпечити обладнанням і технікою (підйомники різних типів, снігові гармати, ретраки). З’явилися також нові гірськолижні центри. Усе це створює відповідний мікроклімат для розвитку зимових видів спорту.
7 жовтня 2002 р. було зареєстровано Федерацію лижних видів спорту Закарпаття (перший її керівник — директор Ужгородського ФМК Ю.Брунцвік; очільником став директор «ТОВ «Фішер-Мукачево» В.Рябич; виконавчим директором федерації на громадських засадах активно себе зарекомендував Володимир Гісем). Сьогодні ця організація розвиває гірськолижний спорт, лижні перегони, фристайл, сноубординг, спортивне орієнтування. Найбільшу увагу в тісній кооперації з Центром олімпійської підготовки (директор З.Мінай) приділено олімпійським видам, зокрема фристайлу (у першу чергу акробатичному), сноубордингу, гірськолижному спорту, лижним перегонам. Саме в них за останні роки було створено певні умови для розвитку, підібрано досвідчені тренерські кадри в особі А.Мазура, Й.Пеняка, І.Скрябіна та інших спеціалістів, підготовлено здібну молодь та, як наслідок, здобуто високі результати. Поки найкращими здобутками вирізняється фристайл. З’явилися акробати світового рівня, яких підготував заслужений тренер України А.Мазур. Найдосвідченішим є С.Кравчук — учасник чотирьох Олімпіад (9 місце в японському Нагано-1998, 5 місце в американському Солт-Лейк-Сіті-2002, 13 місце в італійському Турині-2006, 19 місце в канадському Ванкувері-2010). Крім того, він був дворазовим чемпіоном світу серед юніорів, переможцем і призером Кубка Європи, етапів Кубка світу, всеукраїнських змагань. Певні високі результати показав і інший «колосівський» акробатичний фристайліст Е.Аблаєв. Він — переможець і призер етапів Кубка Європи, триразовий учасник Олімпійських ігор (Солт-Лейк-Сіті-2002 – 22 місце, Турин-2006 – 12 місце, Ванкувер-2010 – 22 місце), вдало виступав на окремих етапах Кубка світу. До названих спортсменів приєднався І.Ішутко, який на Олімпіаді в Турині дебютував і посів 26 місце. Відрадно, що останнім часом закарпатські фристайлісти показали хорошу динаміку виступів. Ще в серпні 2010 р. 32-річний С.Кравчук отримав дозвіл від лікарів стрибати, у грудні лише розпочав відновлювати стрибкову програму, а вже в лютому 2011 р. здобув чотири «медалеві» перемоги: в канадському Монт Габріелі 2 місце на Кубку Північної Америки, «бронза» та  два «срібла» на етапах Кубка світу. Причому в столиці Білорусі закарпатському призерові нагороду вручав президент країни О.Лукашенко. Що стосується ще одного закарпатця — Е.Аблаєва, то йому дещо не пощастило. У 8 стартах 2011 р. він посідав місця з 3-го (на Кубку Північної Америки) й до 22-го. Проте 5 змагань завершив у першій десятці. У гірськолижному спорті Закарпаття, як і держава в цілому, поки немає вагомих успіхів на міжнародній арені, проте є переможці та призери у чемпіонаті, на Спортивних іграх України тощо. Заслужений тренер України та Російської Федерації І.Скрябін успішно працював із сином М.Скрябіним і Т.Гісем. Динамівець Скрябін-молодший на сьогодні вже є триразовим учасником Олімпіад. На останній із них, в Італії, показав в одній із дисциплін 26 місце. У Нагано й Солт-Лейк-Сіті мав відповідно 12 й 25 місця. Згодом змінив гірські лижі на інший вид гірськолижного спорту — скікрос. Т.Гісем —  майстер спорту, учасниця Універсіади й чемпіонату світу, чемпіонка України. Членами національної збірної країни є також динамівці І.Ковбаснюк, В.Телечук, багаторазова переможниця та призерка чемпіонату України, міжнародних змагань «FIS», учасниця чемпіонатів світу й Олімпійських ігор (Ванкувер-2010, 34 місце в супергіганті) і А.Скрябіна. Швидкими темпами прогресує в Україні сноубординг. І це в першу чергу пов'язано із закарпатськими атлетами. Лідерами в названому виді є ужгородські спартаківці А.Чундак та Й.Пеняк-молодший. Останній є багаторазовим чемпіоном України, призером і переможцем етапів і фіналу Кубка Європи, учасником чемпіонату світу, дебютантом зимової Олімпіади (Ванкувер-2010, 22 місце). Ще вагоміших перемог дісталася А.Чундак. Уперше в історії вітчизняного сноубордингу виграла світову першість (серед юніорок у Новій Зеландії в паралельному гіганті), на Олімпіаді у Ванкувері в паралельному гігантському слаломі вперше взяла участь і здобула високе 16 місце. Крім того, ужгородка є срібною призеркою XXV світової Універсіади (турецький Ерзурум-2011), багаторазовою чемпіонкою України, учасницею чемпіонату світу, переможницею та призеркою етапів Кубка Європи й інших  міжнародних змагань. Членом національної збірної зі сноубордингу є також динамівець О.Гашпарович. У лижних перегонах Закарпаття до серйозних випробувань підготовлено братів Білосюків. Один із них — спартаківець І.Білосюк — дебютував на ХІХ Олімпіаді в Турині (40 місце), стартував на етапах Кубка світу, посів 4 місце в гонці на 10 км класичним стилем і 3 місце в спринтерському міксті на зимовій всесвітній Універсіаді в Туреччині, здобував титул бронзового призера етапу Кубка Європи, переможця «FIS»-змагань у спринті, виборював призові місця на всеукраїнських стартах, підтверджував звання чемпіона України. М.Білосюк у свою чергу перемагав на Кубку Європи з лижного спринту, показував високі результати на всесвітній Універсіаді в турецькому Ерзурумі, перемагав на інших відповідальних стартах. Із лижних гонщиків щонайменше слід згадати ще В.Коваля-молодшого — призера всеукраїнських змагань, другого на Кубку Європи (дистанція 15 км). Відрадний факт, що на останніх зимових Олімпійських іграх виступили одразу 5 закарпатських спортсменів! Нічого подібного в історії місцевого олімпійського спорту ще не було. Для такої порівняно невеликої області, як Закарпатська, це вагомий здобуток. А в краї мріяли потрапити на Олімпіаду ще із часів Карпатської України.
У попередні кілька років здобуто успіхи в зимовому триатлоні. У 2009 р. на третьому чемпіонаті України вихованець мукачівського спорту В.Мухідінов серед чоловіків до 40 років у бігові на 7,5 км., велосипедних та  лижних перегонах  відповідно на 12 і 10 км. став переможцем. К.Жданович із Ужгорода в бігові на 3 км., велосипедних і лижних перегонах на 6 км. фінішувала з третім результатом. Слід також зазначити, що в області планують культивувати біатлон, крім того, здійснено серйозні спроби відродити хокей. В Ужгороді створено відповідний тренувальний майданчик, набрано групи дітей, проводяться турніри. Також є наміри створити льодовий палац у Мукачеві в рамках загально вітчизняної програми «Хокей України». Позитивною є інформація про подачу заявки Україною на проведення 2022 р. в Карпатах зимової Олімпіади. Адже в такому разі частину сучасних спортивних об'єктів буде збудовано й на території Закарпатської області, що сприятиме подальшому розвитку в краї зимових видів спорту.
Поруч із зимовими розвиваються й численні літні види спорту. Відрадно, що з’явилися олімпійські перспективи в такому традиційному виді, як фехтування. Найпомітнішою постаттю залишається учасник трьох Олімпіад, їх дворазовий срібний призер, п’ятикратний чемпіон світу, триразовий срібний призер на планетарних змаганнях В.Станкович. Його справу продовжила В.Титова, яка в 1992 р. була учасницею Олімпійських ігор у Барселоні (13 місце). Готував спортсменку заслужений тренер України В.Герей. Він сприяв становленню всесвітньо відомої закарпатської фехтувальної школи, яка нині входить до п’ятірки провідних в Україні, підготував майже 40 майстрів спорту. Разом із В.Титовою майстром спорту міжнародного класу став С.Горецький. Син останнього, Сергій-молодший, який, до речі, теж розпочинав займатися у В.Герея, успішно зарекомендував себе не лише на всеукраїнському, а й на міжнародному рівнях. Сьогодні справу брата успішно продовжує заслужений тренер України, старший тренер збірної області А.Герей. Його син Анатолій-молодший та донька Юлія —  теж відомі у фехтувальному світі спортсмени. Юля —  майстер спорту, а Герей-молодший — майстер спорту міжнародного класу, виступав в олімпійському Лондоні-2012, уже перемагав на юніорських першостях України, ставав призером етапів Кубка й першості Європи і світу, бронзовим тріумфатором XXV світової універсіади в Белграді. Е.Яцик із Ужгорода в 1999 та 2000 рр. гідно виступав на змаганнях високого рівня, в складі збірної юніорів України ставав третім у командному заліку першості світу. Чоловіча збірна Закарпаття з фехтування серед юніорів —  чемпіон країни. Слід також виділити призерку світової першості К.Блохіну, майстра спорту В.Крилова, членів юніорської збірної України О.Куценко, сестер А. і Х.Рапинець, І.Мадяр тощо. На липневому Кубку України-2011 серед дорослих у Дніпропетровську в особистих змаганнях третім був шпажист А.Герей, а в командному заліку серед рапіристок О.Куценко, Е.Мадяр, А.Рапинець і Х.Рапинець стали срібними призерками. Запорукою успіхів закарпатських фехтувальників залишається спортивна школа місцевого осередку товариства «Динамо» (заступник голови облради названого ФСТ та голова обласної федерації фехтування М.Пантьо), де продовжують плекати перспективну юнь.
Олімпійську естафету підтримали закарпатці й у велоспорті. Найпомітнішим залишається й по сьогодні уродженець Хуста В.Дума. Цей майстер спорту міжнародного класу, вихованець знаного тренера Л.Костика став першим чемпіоном незалежної України (1991), на чемпіонаті світу серед військовослужбовців вигравав бронзову медаль (1994). У 2000 р. здобував лаври призера чемпіонату України. Був учасником двох Олімпіад: Сіднея-2000 (27 місце) та Афін-2004, триразовим учасником чемпіонатів світу, змагався на Кубку планети. У складі професійних італійських команд ставав переможцем і призером етапів, фінішував у десятці в загальному заліку на ряді престижних велогонок. Виступав на «Джиро д’Італія», «Джиро д’Абруццо», іспанській «Вуельті», багатоденці «Тур Швейцарії». Після періоду спаду в розвитку крайового велоспорту закарпатці починають відроджувати найкращі традиції в названому виді. О.Жданович на дистанції 40 км виграв чемпіонат України з маунтенбайку (2011). Третім на цих змаганнях був В.Турок. Неодноразовою призеркою та переможницею всеукраїнських змагань (зокрема й 2011 р.) у спринті, скретчі, гіті, гонці-переслідуванні є Н.Карпутенко.
Багаті традиції в легкій атлетиці Закарпаття. Пік розвитку виду припав на середину 70-х-кінець 80-х рр. ХХ століття. Ряд рекордних результатів того час не підкорено й сьогодні. Особливо відомі такі імена, як А.Редько, О.Величко, В.Стекулін, В.Канюк та ряд інших. На жаль, початок 1990-х років приніс спад у крайову спорті. В області практично відсутні були стадіони із сучасними легкоатлетичними секторами, арени зі стандартним синтетичним покриттям. Хронічними були недофінансування виду. Утім без перемог закарпатські легкоатлети не обходилися. Особливо слід виділити майстра спорту міжнародного класу О.Пластиніну. Вона була ще в лавах збірної СРСР і успішно свій досвід використовувала в роки незалежності України. Так, неодноразово значилася в списках призерок і переможниць різних всеукраїнських та міжнародних стартів. Вона вигравала міжнародний марафон у Стамбулі, фінішувала третьою на марафоні в Братиславі, другою — на чемпіонаті України (біг, 10 км). Особливо пам'ятна участь на І Всеукраїнських літніх спортивних іграх (Київ, 1999), коли здобула перше місце в напівмарафоні. Друге «золото» для області на цих же змаганнях виборов армієць Є.Кауров (естафета 4х400 м). На кошицькому марафоні норматив майстра спорту виконав О.Баб’як. В останні кілька років завдяки ефективнішій роботі тренерів результати виступів спортсменів покращилися. Показові в цьому відношенні 2009–2010 рр. Насамперед слід виділити А.Бородкіна, який у штовханні ядра показав результат майстра спорту міжнародного класу, став переможцем зимового й срібним призером літнього чемпіонатів України (2010). Тренує атлета батько — М.Бородкін. Звання срібного призера чемпіонату України (дистанція 10 км) та V Спортивних ігор молоді України (5000 м) виборов Р.Романенко (тренер — відомий фахівець А.Коломоєць). 2010 р. названий атлет також показав результат вище нормативу майстра спорту на дистанції 21 км97,5 м. Весною ж 2011 р. на чемпіонаті України в бігові на 20 км по шосе Р.Романенко фінішував третім, показавши час 59 хвилин 29 секунд, що вище нормативу майстра спорту міжнародного класу. Крім того, інший закарпатець — А.Потоцький фінішував дев’ятим і вперше дістався планки майстра спорту. Славу легкої атлетики Закарпаття в спортивній ходьбі давно підтримують вихованці заслуженого тренера України з Мукачева — Г.Будкевича. Його підопічний К.Пузанов здобув звання юніорського чемпіона України, фінішував першим у ходьбі на 20 км і третім у ходьбі на 50 км на V Спортивних іграх молоді України. Цей же атлет разом із ходоками Т.Максим, О.Каленською і Я.Бородіновим став майстром спорту. Такого ж звання був удостоєний С.Топорков, який на V Спортивних іграх молоді України 400 метрів із бар’єрами подолав із третім результатом (2009). Того ж року «бронзою» на Міжнародних дитячих іграх в Афінах відзначилася Ю.Ґудзь (стрибки в довжину). 2010 р. переможцями й призерами всеукраїнської юнацької першості ставали: О.Бельдій, М.Мельник (стрибки в довжину), А.Савинець (потрійний стрибок). Тоді ж на чемпіонат світу в Італію поїхали гірські бігуни А.Малий, Н.Малая. Вони ж значилися серед учасників чемпіонату Європи в Словенії, як і Е.Самсончик, М.Митровка, Р.Дуран, Т.Бабак, ветеран Р.Талабіра. До речі, серед ветеранів у закарпатців теж вагомі успіхи. Бронзовим призером чемпіонату Європи у 2006 р. був Т.Горват. Неодноразово на всеукраїнських і міжнародних стартах переможцями, призерами, рекордсменами виявлялися А.Трибус, А.Щетнікова, А.Коломоєць та інші в минулому відомі спортсмени. Відрадно й те, що в Ужгороді проводяться найстаріші легкоатлетичні змагання в Україні — міжнародний Кубок «Дружба». І хоч місце його проведення — стадіон «Авангард» — уже давно потребує заміни легкоатлетичного покриття, у 2011 р. цей Кубок перетнув (причому без перерви)  п’ятдесятирічний рубіж! Учасниками  заходу щороку стають сотні спортсмені із України, Угорщини, Словаччини, Польщі та інших країн. Атлети встановили чимало різноманітних рекордів. На останніх баталіях було розіграно 37 комплектів нагород, показано 2 результати, вищі за норматив майстра спорту міжнародного класу, 14 — за результат вище майстра спорту. Крім того закарпатський атлет А.Бородкін побив рекорд Кубка в штовханні ядра, який тримався цілих 20 років. Безпосереднім організатором і натхненником «Дружби» був і незмінно залишається екс-голова обласної федерації легкої атлетики Л.Городний. Після нього федерацію очолив Я.Свида. Нині найкращі здобутки своїх попередників намагається примножити новообраний керівник, директор Ужгородської ДЮСШ № 1 А.Коломоєць. Популяризації виду в краї додає і той факт, що ряди студенток Закарпатського державного університету поповнила олімпійська чемпіонка Пекіна-2008 із Вінниці Н.Добринська.
Славну сторінку вписали в історію закарпатського спорту за роки незалежності України місцеві важкоатлети. У середині 1990-х років особливо високі результати показував майстер спорту міжнародного класу, вихованець заслуженого тренера України В.Федорчука В.Біляк. За два роки він, чемпіон СРСР, дворазовий володар Кубка Радянського Союзу, виступаючи в найлегшій вазі 54 кг, а також у ваговій категорії 56 кг, установив 7 рекордів України! Зокрема в ривку 1996 р. підкорив штангу 113 кг. Загалом на його рахунку майже 10 рекордів республіканського та всесоюзного рівнів. Виступала в цей час успішно й ціла група майстрів спорту. Це — В.Євдокимов, С.Липак, В.Перебзяк, І.Гайдош, І.Тара та В.Пігани й ін. Підростає й нова зміна. У 2010 р. «бронзу» на першості України в Луцьку здобув вихованець Великоберезнянської ДЮСШ В.Назаров. Він підкорив штангу в сумі 209 кілограмів і виконав норматив майстра спорту України. Цього ж року став третім на Кубку України в Коломиї. Того ж року, там же на VI літніх Спортивних іграх України серед юнаків у ваговій категорії 56 кг представник Іршавської ДЮСШ В.Глушко виграв «золото» в ривку та сумі й фінішував третім у поштовху (тренер Ю.Світлик). Виноградовець М.Поп теж неодноразово входив до першої трійки на всеукраїнських змаганнях. Ось і на Кубку України-2010 фінішував третім, а інший майстер спорту — ужгородець М.Терентьєв — фінішував другим у поштовху. Є успіхи й в інших спортсменів. Приклад відмінної форми показують ветерани. Ось і нещодавно в місті Дніпрорудне Запорізької області на IV Всеукраїнських літніх іграх В.Перебзяк і В.Гал фінішували чемпіонами, М.Гал-старший, М.Гал-молодший і М.Свищо показали другий результат. При цьому М.Гал-молодший встановив рекорд України (138 кг у ривку  й 177  у поштовху). Успішно працюють і закарпатські судді з важкої атлетики — В.Федорчук, М.Резніков із Ужгорода, В.Деяк із Хуста, котрі обслуговують змагання найвищого вітчизняного рангу. Суддею національної категорії став хустський майстер спорту М.Кемінь.
Серед олімпійських видів, які успішно розвиваються на Закарпатті — це дзюдо. Його корені в краї сягають кінця 1970-х років, коли успішно почав працювати тренер А.Шерегій. Невипадково в 1992 р. на чемпіонаті СНД з-поміж юнаків переміг С.Щербей — один із перших майстрів спорту дзюдо в незалежній Україні. Чемпіонами країни серед молоді ставали М.Пальчиць, В.Мигович, майстром спорту — Ю.Ігнатко. 1999 р. було створено обласну федерацію (її очолив відомий керівник-підприємець Ф.Харута). У той час серед кадетів у числі бронзових призерів першості України був В.Борисевич, а серед чемпіонів — Р.Говоруха, котрий згодом привіз «бронзу» з данської першості Європи. Учасник першості Старого континенту П.Яцина — срібний призер кадетської першості України. Аналогічного результату на першості країни досягли О.Черняк та К.Балашов. 2011 р. В.Діброва на змаганнях у Полтаві виграв звання чемпіона України з-поміж юніорів до 20 років, як і на київському етапі Кубка Європи серед кадетів і юніорів (вагова категорія до 100 кг). Названий спортсмен є ще й срібним призером юніорського Кубка Європи, переможцем  41-х Міжнародних дитячих ігор у Рейк’явіку. Разом із А.Мельником — член юніорської збірної України. Популярності виду додає проведення на високому рівні традиційного міжнародного турніру серед юніорів «Кубок Закарпаття». 2011 р. в обласному центрі він пройшов увосьме, а загалом збирає учасників із майже півтора десятка країн. Зал для боротьби дзюдо, у якому займаються вихованці Ужгородської ДЮСШ № 1, вважається одним із найкращих  в Україні. Крім того, випускником Закарпатського держуніверситету є перший в історії України чемпіон світу з дзюдо Г.Зантарая, серед тренерів якого фігурує й прізвище відомого закарпатського фахівця В.Калініна.
Упевнені кроки вперед разом із дзюдо робить самбо, федерацію області якого було офіційно зареєстровано у 2002 р. Наступного року чемпіонкою Європи серед дівчат стала О.Зовдун. На першості України-2009 у Хмельницькому серед молоді 1989—1991 рр. н. у своїх вагових категоріях О.Шіц та І.Марич фінішували другими. У загальнокомандному заліку спортсмени області стали четвертими. Чемпіоном України серед юнаків є К.Кривка. 2009 р. на кадетській першості Європи фінішував третім, а в першості України чемпіоном В.Діброва. До цього, у 2006 р., він був призером європейської першості серед юнаків.
Спортсмени краю досягли успіхи й у греко-римській боротьбі, яка культивується в Закарпатті близько 40 років. Зі здобутків останнього часу слід виокремити перше місце І.Зихора року на VI літніх Спортивних іграх України серед кадетів у Тернополі (2011). Вихованець директора Виноградівської ДЮСШ, тренера І.Боршоша став абсолютним переможцем і виконав норматив майстра спорту. Посвідчення майстрів мають і Р.Кудринець, В.Загородяк, О.Кухта, В.Назаров. Зокрема О.Кухта у ваговій категорії до 74 кг став срібним призером на чемпіонаті України серед юніорів, а в складі збірної — володарем бронзової нагороди на командному Кубку світу. Р.Кудринець є переможцем чемпіонату України у своїй ваговій категорії. Чи не найуспішніше працюють у Мукачеві з борцями класичного стилю. Особлива заслуга в цьому заслуженого тренера України І.Кукушкіна. Його учні: В.Логойда — 5-разовий чемпіон країни з-поміж кадетів, 3-разовий переможець вітчизняного чемпіонату серед молоді й чемпіонату Європи, срібний призер України серед дорослих спортсменів і призер Кубка України, учасник чемпіонатів світу в Китаї та Гватемалі (два п'яті місця); Ю.Златкін — бронзовий призер Європи; В.Логойда й І.Волос — призери національного чемпіонату серед молоді (2008) тощо. У Шостці Сумської області в першості країни серед кадетів переміг С.Козуб бронзовий призер ІІ Євроазіатських ігор (друге місце мав М.Копердак із Берегова, а третє — А.Мельничок). Ще один атлет — П.Монар — володар «бронзи» на VI літніх Спортивних іграх України серед кадетів. Добре готують борців і в Тячеві. Вихованці тренера Й.Болдижара Є.М’який — чемпіон України, Р.Ісрафілов — срібний призер і володар Кубка України серед дорослих.
Водночас у Хусті, Виноградові, Тячеві, Мукачеві й Ужгороді розвивають вільну боротьбу. Найбільші успіхи пов'язані з виступами вихованок виноградівського тренера І.Боршоша. Мова про бронзову призерку молодіжного чемпіонату Європи в Тбілісі, бронзову призерку чемпіонату світу в Будапешті, майстра спорту, дворазову переможницю Кубка України 2009 і 2010 рр. серед жінок А.Клещеву, дворазову призерку України (на чемпіонаті й спортивних іграх) 2008 р., срібного призера першості України серед молоді 2011 р., учасницю чемпіонатів Європи та світу, майстра спорту І.Чотирбук, бронзову призерку чемпіонату країни Т.Керечан.
Чемпіон республіки, призер чемпіонатів СРСР Е.Чобан із Королева увійшов в історію як перший майстер спорту на Закарпатті з боксу. Відомі імена С.Врабеля, Ш.Сабо, А.Ковача. 2011 р. в Рахові пройшов і перший в області всеукраїнський турнір з-поміж юнаків. Тоді ж в Ужгороді вперше за 15 років провели відкритий чемпіонат міста. До призера чемпіонату України, члена збірної держави зріс В.Ганкулич. На першості України серед школярів 1996–1997 рр. н. Р.Мартон — перший, а М.Печора і Й.Фека — другі. Мукачівець І.Ільницький, який тепер представляє Львівську область, виборов срібну медаль чемпіонату України, а після успішного виступу на турніру в Херсоні став ще й майстром спорту міжнародного класу. За останні три роки в Мукачеві майстрами спорту стали М.Гомба та М.Чебану. Ще один вихованець тренера В.Вишньова — згаданий спартаківець Р.Матон — зовсім нещодавно обраний капітаном юнацької молодіжної збірної України.
Порівняно молодим на Закарпатті є тхеквондо (Всесвітня федерація тхеквондо — World Taekwondo Federation, WTF). Утім географія цього виду розширюється. Його щонайменше культивують в Ужгороді, Мукачеві, Берегівському, Іршавському та Мукачівському районах. 2006 р. звання майстра спорту отримав М.Плавайко.
З олімпійських видів спорту останнім часом прогресує художня гімнастика. 2002 р. в Луганську відбувся чемпіонат України серед дівчат 1987 року і старших, в якому ужгородка Г.Арсьонова-молодша, яку тренувала мама, Арсьонова-старша, уперше на Закарпатті виконала норматив майстра спорту. Відтак майстрами спорту стали К.Кричфалушій, Е.Самсончик. Від звичайної секції до знаменитої київської школи Дерюгіної пройшла О.Цогла. Нині вона — майстер спорту міжнародного класу, абсолютна чемпіонка України в групових вправах, срібна та двічі бронзова медалістка всесвітньої універсіади, срібний призер етапу Кубка світу, фіналістка чемпіонату світу, різних європейських турнірів. Відомі також імена А.Сакел, М.Капустей. Добре знані ряд ужгородських та мукачівських міжнародних змагань, де закарпатки регулярно підвищують свою майстерність.
На жаль, за відсутності кадрів та належного фінансування не змогла вийти на високий рівень спортивна гімнастика. Секцію з цього виду в Ужгороді вів досвідчений тренер В.Бахтєєв. Його вихованці неодноразово перемагали й ставали призерами на міжнародних турнірах у Словаччині. Окремі з хлопчаків виросли навіть до кандидатів у майстри. Однак зусиль одного знаного ентузіаста виявилося замало для повноцінних успіхів.
Незважаючи на відсутність відповідних приміщень серед видів спорту знаходить на Закарпатті своє місце й стрільба з лука. У радянську добу на Закарпатті з цього виду було підготовлено понад 25 майстрів спорту. Далі поступ призупинився, але сьогодні спостерігається певне пожвавлення у відродженні найкращих традицій. Після того, як Д.Пономарчук та В.Король посіли призові місця на Кубку України, найбільші надії подає 19-річна лучниця з Ужгорода — М.Куриляк. У 2009 р. юна спортсменка на Кубку України в Новій Каховці виконала норматив майстра спорту, а у 2010 р. стала другою в чемпіонаті. Найбільший успіх 2012 р. й узагалі в кар'єрі — виграш «золота» з-поміж національних команд юніорок у Хорватії на чемпіонаті Європи в приміщенні. Тренує талановиту спортсменку мама — вона ж майстер спорту СРСР М.Куриляк-старша.
Неабияк популярний на Закарпатті великий теніс. У роки незалежності до числа провідних тенісистів України входили: С.Сербайло — двічі бронзовий призер Старого континенту в командному заліку (1984, 1986), багаторазовий переможець і призер всесоюзних змагань серед юніорів, багаторазовий чемпіон і призер чемпіонату України, фіналіст відкритого чемпіонату Росії 1994 р. в одиночному й парному розрядах (1994), півфіналіст відкритого чемпіонату Литви «Кубок Президента», виступав у командному чемпіонаті Німеччини за дортмундський клуб; Г.Белені — багаторазова чемпіонка України, переможниця Кубка Європи, призерка ряду міжнародних змагань. Хороші результати показували майстри спорту: А.Мигалко — срібний призер особистого чемпіонату України призер першості, чемпіон країни в парному розряді, переможець Кубка України в міксті; А.Ленарт — у десятці найкращих тенісисток країни. Провідна сьогодні закарпатська тенісистка А.Ленарт уже чимало років виступає за французький клуб, і впливових популяризаторів на рідній землі мало залишилося. Найстійкіше поки тримаються в Ужгороді й Тячеві, де є ще досвідчені й амбітні молоді тренери та спортсмени. Наприклад, 13-річна Б.Велеган 2010 р. перемогла в угорському турнірі Європейської тенісної асоціації під назвою «Batta Cup» серед спортсменок до 16 років, стала срібною призеркою турніру ЄТА «Antei Cup» у Києві тощо.
Здав свої позиції за роки незалежності настільний теніс. Поки що за роки незалежності найбільший успіх в О.Якушева, який був призером чемпіонату Європи. Є також кілька переможців і призерів першостей України, як ось А.Туряниця, В.Сиза. Підтримують імідж минулого й ветерани,приміром, в особі чемпіона України (у своїй віковій групі) М.Рипковича зі Сваляви, призерів чемпіонату Є.Городиштьяна, Т.Бутко з Ужгорода. Поки зберігся певний кадровий потенціал, зокрема в особі Я.Демидової з Ужгорода, Ш.Пацюка з Берегівщини, П.Пелешкея з Іршавщини, залишаються надії й на відродження перемог минулого.
Схожу долю з настільним тенісом мають водні види. У радянські часи можна було похвалитися багатьма їх представниками. М.Гачкайло, М.Платонов, О.Зінов’єв, В.Єськов, Г.Дробишевський, І.Василькін, Г.Мордвинцев, В.Бєляєв та інші зробили значний внесок у створення й розвиток школи водного поло в Ужгороді. На початку 2000-х років закарпатці входили до п'ятірки найкращих на літніх Спортивних іграх України. Неабияких успіхів досягли ватерполісти, виступаючи за клуби інших міст. Призерами Чемпіонату України ставали В.Момот, Ю.Роговий (у складі львівського «Динамо»), К.Камінський (захищаючи кольори севастопольської команди) та ін. Помітними є успіхи закарпатців за кордоном. Ужгородський воротар М.Яночко, учень відомого тренера та гравця команди ветеранів І.Василькіна, ставав володарем кубка, срібним призером чемпіонату й найкращим гравцем Португалії (клуб «Оржінадо»). Вихованець Б.Минька, член національної збірної України, захисник Д.Лавришинець грав у Волгограді, Казані, у дуже сильній російській лізі виборов «бронзу» Кубка Росії, виступав за клуби Туреччини, Іспанії та Франції («Монпельє», «Екс-ле-Бен»), де гравця визнавали найсильнішим легіонером внутрішнього чемпіонату. Крім того, О.Ухаль («Шпандау-04» Берлін) двічі поспіль виявився срібним призером Кубка Німеччини, І.Ухаль («СВ «Канштат» Штутгарт) вигравав звання володаря семи чемпіонських титулів і Кубка Німеччини. Іще один вихованець Б.Минька, О.Тишківський, грав за «Кварнер» (Опатія), а в  складі рієцького «Примор’я» посів 4 місце в чемпіонаті Хорватії, одному з найсильніших у Європі. В.Момот фінішував восьмим у чемпіонаті Угорщини, В.Гринь був п'ятим у чемпіонаті Чехії в складі празької «Славії», М.Бєляєв грав за другу команду волгоградського «Лукойлу» і після переїзду до Росії входив до юнацької збірної цієї країни.
Знають у Європі й ватерпольних суддів із Закарпаття. У Словенії на чемпіонаті Європи ігри обслуговував І.Василькін. Він, а також С.Жолудєв проводили відповідно фінальні матчі ігор жіночого, чоловічого чемпіонатів і Кубка, літніх Спортивних ігор країни тощо. Крім того, тренерами в Росії працюють І.Василькін, В.Бєляєв, в Угорщині — Л.Бегун. Із 1990 по 1997 рр. в Ужгороді проведено 7 міжнародних турнірів із водного поло пам'яті легендарного тренера М.Кевежді. У ньому брали участь клуби з різних країн Європи. На згаданих ІІІ Всеукраїнських літніх спортивних іграх із водного поло закарпатці практично без належної підготовки посіли 6 місце із 10 команд. Незважаючи на відсутність умов для тренування, неодноразово призерами на кубках і чемпіонатах світу й Старого континенту з водних видів у складі ужгородської команди та клубів інших міст і країн були ветерани. Вони ж здобували лаври на всеукраїнських змаганнях із плавання.

### Розвиток неолімпійських видів спорту
Разом із олімпійськими видами на Закарпатті продовжують розвиватися й види спорту, що не входять до програми Олімпійських ігор. Особливо на території Срібної Землі хороші традиції розвинув кікбоксинг. Значною мірою це пов'язано з діяльністю А.Перцева — майстра спорту, заслуженого тренера (1998), заслуженого працівника фізичної культури та спорту України (2004), члена збірних Білорусі та СРСР із карате, дворазового чемпіона колишнього Радянського Союзу, віце-президента Національної федерації та президента Закарпатської обласної федерації кік-боксингу. У 1990–2007 рр. цей фахівець був також засновником і незмінним керівником спортивного клубу «Іппон» (із японської — «чиста перемога»), підготував десятки майстрів спорту й кількох «майстрів спорту міжнародного ара п».  Популяризації кікбоксингу сприяло традиційне міжнародне гран-прі «Іппон» (бувало й до 500 учасників із 14 країн світу). Не дивно, що й основні успіхи виду в області пов'язані з однойменним клубом. 2001 р. збірна області серед 25 областей стала четвертою в першості молоді та дев’ятою з-поміж дорослих. Тоді ж майстрами спорту стали 7 єдиноборців. За успіхами ряду років праця когорти тренерів: А.Перцева, Д.Анурова, О.Мартиненка з Ужгорода, І.Куцини з Тячева, В.Вишньова з Мукачева тощо. Серед здобутків є й особливо пам'ятні. 2001 р. на чемпіонаті світу в Белграді О.Сасин із Руського Поля (Тячівський район) переміг і здобув звання майстра спорту міжнародного класу. 2003 р. в Парижі А.Данилкович із Великоберезнянщини фінішувала четвертою й виконала норматив майстра спорту, а ужгородець М.Данило посів третє місце й виконав норматив «майстра спорту міжнародного ара п». 2005 р. в угорській Ньїредьгазі на щорічному Кубку світу (за версією ВАКО) в складі збірної України до вісімки найкращих потрапили 5 вихованців «Іппону». Ну а найбільшим успіхом став золотий тріумф у семі-контакті А.Слободянюка у ваговій категорії понад 69 кг. З інших закарпатських кікбоксерів варто виокремити вихованців А.Перцева, чемпіона світу в Таїланді Ч.Лелекача, та ще А.Колечка, М.Нікіфорова, П.Замятіна, А.Матівосяна (чемпіона й призерів світової першості в Португалії), а також В.Варцабу (у семі-контакті виборов 2 місце на першості світу), випускника факультету фізичного виховання і спорту УжНУ Р.Юроша (призера Кубка Європи), ужгородських вихованців тренера Д.Анурова, В.Короловича й І.Шимоняка — відповідно першого й третього призерів Кубка Європи та ін.
З різним успіхом, але намагаються розвивати в краї численні види східних єдиноборств. Під егідою Закарпатської федерації айкідо «Сінаджо» проходять різноманітні турніри, семінари, збори. Подібні заходи проводять і представники джиу-джитсу, ушу. Міцні корені має в області й карате. Окрім семінарів-навчань постійно відбуваються турніри. Одні з найпам’ятніших — міжнародні змагання «Кубок Масутацу Оями» з кіокушин-кан карате серед юнаків та чоловіків 2004 року. У ньому виступили спортсмени з Росії, Казахстану, Туркменистану, Грузії, України і Японії. Тоді Т.Попович зі Сваляви став найкращим серед юніорів, а А.Жилін із Ужгорода виборов «срібло» серед чоловіків, поступившись лише японському спортсмену. У 2006 р. А.Жилін уже став переможцем названих змагань. Роком раніше в Ужгороді пройшов ще XVII чемпіонат Європи за участі 14 країн. І.Удут зі Сваляви здобула «срібло» й стала майстром спорту міжнародного класу. Призерами чемпіонатів Європи свого часу ставали О.Продан та О.Прокопенко з Ужгорода, 2008 р. на чемпіонаті України в Бродах представники обласного центру, Мукачева, Мукачівського району та Сваляви здобули 9 золотих, 4 срібні й 3 бронзові нагороди й фінішували першими в командному заліку областей тощо. Розвивається стиль шотокан карате-до, керівником обласної федерації якого є Р.Маслиган із Мукачева. Він — призер чемпіонату Європи, переможець і призер чемпіонату України, учитель фізкультури року. Серйозно в області взялися популяризувати й рукопашний бій. А 25 травня 2011 р. в обласному центрі пройшла перша конференція Закарпатської обласної федерації хортингу. Роком раніше проведено перший обласний турнір із цього виду, а згодом спортсмени області відзначилися на всеукраїнському турнірі в Криму. Отже, в історію єдиноборств краю вписується нова і, є сподівання, цікава та вагома сторінка. Дедалі більше про себе заявляє пауерліфтинг. Тільки за останні 10 років підготовлено понад 10 мс. Мукачівець В.Тетеуца, вихованець тренера М.Рошка — перший на Закарпатті майстер спорту міжнародного класу (2001), срібний призер чемпіонату Європи, третій на чемпіонаті світу (2003), рекордсмен і чемпіон України. Учень М.Красилинця мсмк О.Лийвой — чемпіон світу серед юнаків, чемпіон України. 2008 р. з чемпіонату світу в ПАР привіз 5 медалей, у тому числі титул чемпіона планети серед юнаків.
Відмінні результати демонстрували студенти УжНУ, вихованці голови обласної федерації пауерліфтингу, тренера-викладача А.Федорішка: Г.Знік — майстер спорту міжнародного класу (2006), віце-чемпіонка Європи серед молоді, рекордсменка й чемпіонка України, кількаразова володарка Кубка України, двічі переможниця Спортивних ігор молоді України; Є.Бан — віце-чемпіонка світу серед молоді, чемпіока й рекордсменка України; Є.Криса — віце-чемпіон світу, чемпіон і рекордсмен України серед юнаків. Виноградівець М.Керестей здобув титул чемпіона України. У період 2005–2011 рр. за версією «WUAP» ужгородські важковаговики А.Яремус та С.Олеоленко багаторазово демонстрували результати чемпіонів та рекордсменів Європи і світу. Останній раз атлети тріумфували 2011 р. в польському Рибніку. Відповідно у вагових категоріях до 110 й 140 кг стали переможцями Старого континенту.
Проводяться в області й змагання з армспорту та серед гирьовиків. Гирьовий спорт узагалі має вагомі успіхи й на міжнародній арені. 2008 р. спортсменка «Динамо» Н.Шкварун виграла чемпіонат світу у ваговій категорії до 70 кг. Наступного року була четвертою серед дорослих та другою — з-поміж юніорок. 2009 р. на X міжнародному фестивалі гирьового спорту в Мінську виноградівка Н.Поринець-Фулитко у віковій групі «35 років і старші» встановила світовий рекорд: у жонглюванні гирею 8 кг за 5 хвилин спортсменка здійснила 334 оберти. Якнайкраще себе на цих змаганням показав і майже 70-річний голова Виноградівського клубу силових видів спорту В.Стрілецький. За 5 хвилин у жимі лежачи він підняв дві 16-кілограмові гирі рекордні 370 разів! 2010 р. в Мілані на XVIII чемпіонаті світу студент факультету фізичного виховання і спорту УжНУ, срібний та бронзовий призер, володар Кубка України, бронзовий призер чемпіонату світу-2008 В.Потокій серед юніорів за сумою двоборства (поштовх і ривок) посів перше місце. При цьому у ваговій категорії до 70 кг підопічний тренера А.Федорішка підняв 32-кілограмову гирю рекордні для себе 120 разів. На чемпіонаті світу та Європи-2011 у білоруському Вітебську серед представників 23 країн світу В.Стрілецький у категорії 70–79 років став 11-разовим чемпіоном світу. Він виграв 5 золотих медалей і встановив рекорд у гирьовому марафоні — 12-кілограмовою гирею за одну годину вижав 3127 разів поспіль! В іншій ветеранській категорії (45–54 роки) лаври чемпіона планети з п’ятьма золотими медалями виборов В.Орябко. Так само вдало виступили й значно молодші вихованці В.Стрілецького. Багаторазова чемпіонка світу 17-річна А.Химинець у спринті (ривку 16-кілограмової гирі протягом двох хвилин — здійснила 65 підйомів) та жонглюванні ара планерногоою гирею  виграла 9 золотих медалей. Дворазовим чемпіоном світу з-поміж юнаків ці змагання завершив Д.Кіш, а чемпіонкою світу і Європи стала 11-річна А.Фединець. Із-поміж найкращих представниць гирьового спорту слід виділити ще майстрів спорту міжнародного класу І.Деяк і багаторазову володарку найвищих місць України, Європи та світу І.Булезу. Чемпіонкою світу була В.Черничко. Перелік славних виноградівок у гирьовому спорті можна продовжувати й продовжувати.
Одним із тих видів спорту, у якому в області найбільше проводиться різноманітних заходів, є шахи. Пожвавлення роботи обласної федерації (особливо після виборів нового голови — О.Галая з Мукачева, куди перемістився центр розвитку гри з обласного центру), поява авторитетних меценатів, багаторічна робота з дітьми та молоддю (слід відзначити зусилля тренерів В.Прокопишина, С.Найгебавера, І.Долі з Ужгорода, О.Федіва, В.Каварданія з Мукачева, В.Кобаля з Виноградова, В.Сейкеля з Берегова та інших) створили серйозні передумови для розвитку виду прискореними темпами. Найтитулованішим гравцем є вихованець ужгородської школи шахів змс З.Єфименко (тепер проживає в Мукачеві). На своєму рахунку він має чимало гучних титулів: срібний призер Всесвітньої шахової олімпіади серед юнаків, володар 3–5 місць на першості Європи в особистому заліку, бронзовий лауреат особистої першості світу (1998), чемпіон України і світу серед юнаків до 14 років, Всесвітньої юнацької олімпіади (1999), переможець командної першості Європи серед молодіжних команд до 18 р. (2001), володар титулів чемпіона України-2006, бронзового призера командного чемпіонату Європи (2009), 4-го місця на чемпіонаті Європи в індивідуальному заліку, срібного призера командного чемпіонату Росії, ХХХІХ планетарної шахової олімпіади в складі української збірної (2010). Вихованець першого тренера О.Зелькіна, відтак майстра ФІДЕ В.Прокопишина став першим міжнародним гросмейстером на Закарпатті. З інших наймаститіших гравців слід виділити майстрів ФІДЕ Р.Ороса, В.Прокопишина, Ю.Лембака, А.Шестакова, О.Юшко, міжнародних майстрів В.Бунду, Ю.Довжика, В.Охотніка, Б.Боршоша. Таким чином на сьогодні на Закарпатті є три гросмейстери, про що раніше й годі було мріяти. Мова про З.Єфименка (2706; 4 місце в загальноукраїнському рейтингу із 65 заявлених гравців та 38 місце у світовій сотні), С.Овсєєвича (22 місце в країні) та В.Шикула (48-й результат на вітчизняному рівні).
Відзначилися закарпатці й у шаховому листуванні. Тут слід рівнятися на міжнародних майстрів, чемпіона України І.Терелю із селища Майдан Міжгірського району, Ф.Савчура з Берегова, майстра спорту України М.Бєглого з Мукачева. Вагомі результати має область у шаховій композиції. Змс В.Дячук із Мукачева — міжнародний гросмейстер, чемпіон світу, призер чемпіонатів світу та Європи. В.Марковці з Іршавщини — теж гросмейстер із шахової композиції. Серед інших ігрових видів доволі популярними в області є також шашки. Уже дев'ятий рік активну роботу проводить голова обласної федерації, сильний гравець М.Рішко. Прихильники виду є й на місцях. Систематично відбуваються чемпіонати, кубки області, різноманітні турніри із «шашок-64», «шашок-100». Головні досягнення пов'язані із 17-річною іршавчанкою С.Марковці. У вітчизняному рейтингу дівчат вона — перша (2336). У всеукраїнських чемпіонатах і кубках із шашок-64 і шашок-100 талановита дівчина вже має повний комплект медалей: і золоті, і срібні, і бронзові. Сьогодні шашкістка — майже 20-разова переможниця країни. Свої успіхи С.Марковці постійно підтверджує на міжнародній арені: срібна призерка чемпіонату світу із шашок-64 серед кадеток (Санкт-Петербург-2006), чемпіонату Європи із шашок-100 з-поміж кадеток (Таллінн-2006), володарка бронзового титулу чемпіонату Європи серед кадеток із блискавичних шашок-100 (Таллінн-2006) і шашок-64 (Брест-2006), володарка бронзової медалі на молодіжному чемпіонаті Європи із шашок-64 (Запоріжжя-2007), командних чемпіонату світу серед дівчат (Новояворівськ-2008), чемпіонату Європи із шашок-64 з-поміж дівчат (Калінінград-2008). Уперше за 12 років шашкісти Закарпаття вирушили на особисто-командний Кубок України із шашок-64 серед дорослих. Івано-Франківську область представляли кандидати в майстри спорту М.Рішко, М.Кичера та згадана С.Марковці. Дебют виявився вдалим. Незважаючи на досвід виступів у таких змаганнях суперників, дебютанти зуміли посісти 5 місце з 10 команд. Із таким же успіхом фінішували й у командному заліку в блискавичній грі. Подає надії й 14-річна іршавчанка О.Павляк, яка в 2008 р. була чемпіонкою України із шашок-100, а наступного року в Нідерландах стала сьомою на чемпіонаті Європи.
Не менші успіхи і представників закарпатського мотоспорту. Його слава гриміла ще в радянські часи (мотоклуби було організовано в 50-ті роки ХХ століття). Про себе говорить одне ім’я І.Мареки — п’ятиразового призера чемпіонату, дворазового призера Спартакіади СРСР, багаторазового чемпіона України та області, відомого тренера, який підготував 14 майстрів спорту, а команди області 72 рази ставали чемпіонами й призерами чемпіонату України та всесоюзних змагань. Неухильно розвиває здобутки обласна федерація мотоспорту на чолі зі ще одним досвідченим керівником та організатором, заслуженим тренером країни С. Газудою. У 1982–1992 й 1992–2005 рр. він працював тренером-механіком відповідно збірних СРСР та України зі спідвею. З 1998 р. — член бюро, з 2007 р. голова комісії ендуро національної федерації мотоспорту України, а з 2008 р. — член комісії ендуро Європейського мотоциклетного союзу. Також С.Газуда є учасником 12 світових та європейських конгресів з мотоспорту. Після того, як було пережито важкі перші вісім пострадянських років, надалі спортсмени регулярно демонструють високі результати в мотоциклетному кросі, крос-кантрі, шосейно-кільцевих перегонах, у кросі на ара планерно (із базою в Мукачеві). Лише в 2010 р. четверо гонщиків виконали норматив майстра спорту України, майже 25 спортсменів ставали чемпіонами й призерами країни в різних видах, класах і групах змагань. Останні 5 років збірна Закарпаття перебуває в лідерах вітчизняного мотоциклетного спорту, три роки поспіль носить звання володаря Кубка та срібного призера чемпіонату України з-поміж команд дорослої групи в класі мотоциклів із повітряним охолодженням двигуна. Щороку в області проводиться 4–5 змагань національного штибу. Одним із найпомітніших залишається вихованець І.Мареки В.Стегура з Ужгорода. Ще в радянські часи він входив до числа найкращих мотоспортсменів СРСР. За роки ж незалежності є семиразовим чемпіоном України, багаторазовим призером таких змагань. У 1990-х роках вдало виступав у чемпіонатах Угорщини й Словаччини. Самодостатньо реалізовує себе як тренер (десятки його вихованців є майстрами спорту, кандидатами, першорозрядниками). Багаторазовими чемпіонами й призерами країни є А.Кричфалушій, В.Дзябко з Хуста (він також фінішував п'ятим на чемпіонаті Європи-2010), М.Капустей зі Сваляви, А.Ерделі, В.Шматок, Й.Голубка з Ужгорода.
З інших видів спортивно-технічного й прикладного характеру слід виділити радіоспорт. Головними його центрами розвитку є Мукачево та Ужгород. Найвідоміший радіоспортсмен краю змс О.Ковач, який показав себе в радіозв’язку на коротких хвилях. Крім того, виховано 6 майстрів спорту. Радіоспортсмени краю ставали чемпіонами й призерами України, а команда Закарпаття перемагала у змаганнях на ультракоротких хвилях.
Своєрідним відліком для розвитку інваспорту в краї послужило заснування в 1993 р. Закарпатського обласного центру із фізичної культури і спорту інвалідів «Інваспорт». Збірні команди області систематично виступають у першостях і чемпіонатах області, країни, всеукраїнській Спартакіаді «Повір у себе». Неодноразово звання чемпіонів України здобували О.Сухан (легка атлетика, перегони на візках), А.Панасенко (більярд), В.Завальнюк (пауерліфтинг), Ю.Драб (туризм). Призерських результатів у чемпіонату України в різних видах досягали Д.Шкріба, В.Слободянюк, Е.Матяш, М.Бедь, Д.Балога, О.Фучко та ін. Помітні успіхи є на міжнародній арені. Найбільш титулованим є змс Р.Герій, із яким працювали тренери В.Ухаль, В.Іванко, у збірній України О.Краснощоков. Послужний список перемог названого гравця вражає: чемпіон Європи (Рим, 1994; Москва, 1999), переможець XVIII Всесвітніх літніх ігор серед глухих (Копенгаген, 1997), срібний призер Дефлімпійських ігор (Італія, 2001) і чемпіонату Європи (Німеччина, 2003). Окремо виділяється й постать майстра спорту з літніх і зимових видів О.Сухана. Він був тріумфатором кількох супермарафонів на інвалідних візках (у тому числі супермарафону Владивосток–Санкт-Петербург, за що потрапив до книги рекордів Гіннеса), уперше в Радянському Союзі в такому фізичному стані стрибнув із парашутом; також в інвалідному візку на катамарані сплавлявся гірською Тисою, а разом із Ю. Драбом здійснив сходження на Говерлу. Крім того, на VIII Паралімпійських іграх посідав два восьмі місця (серед 35 учасників). У травні 2011 р. в турецькій Анталії на чемпіонаті Європи з волейболу українські жінки й чоловіки з вадами слуху та мови посіли перше місце! Лікарем обох наших дефлімпійських збірних був екс-керівник закарпатського «Інваспорту» А.Ковач з обласного центру, а чемпіонкою Старого континенту стала наймолодша (15 років) учасниця — Е.Малета з Міжгір'я. А ужгородка О.Герій здобула титул дворазової чемпіонки Європи.

## Зірки спортивного Закарпаття
Великою гордістю Закарпаття і всієї країни є вже згадані чемпіони та призери чемпіонатів світу, зимових і літніх олімпіад, першостей Європи, всесвітніх універсіад, спартакіад, чемпіонатів і кубкових турнірів СРСР та всеукраїнських змагань. Цей край за останні кілька десятки років виховав сотні майстрів спорту та майстрів спорту міжнародного класу, але особливої уваги заслуговують ті колишні та сучасні спортсмени, які ще в часи Радянського Союзу і в період незалежної України були удостоєні почесного звання «Заслужений майстер спорту».
Це насамперед «чудова сімка» футболістів Закарпаття: Михайло Михалина (1955), Йожеф Сабо (1967), Василь Турянчик (1967), Стефан Решко (1975), Василь Рац (1986), Іван Яремчук (1986) та Йожеф Беца (1991), а також фехтувальник-рапіріст Василь Станкович (1971), гандболістки Ніна Гецко–Лобова (1980) і Наталія Митрюк (1986), баскетболістка Марина Копча-Ткаченко (1992), волейболіст Роман Герій, радіоспортсмен Олександр Ковач (2005), спортсмен з шахового листування Василь Дячук (2008) та шахіст Захар Єфименко.

Прикладом цього позитивного ставлення керівництва країни на найвищому рівні є вітальна телеграма 2-го Президента України Леоніда Кучми, яку він надіслав в 2001 р. на адресу закарпатців з нагоди 100-літнього ювілею крайового футболу, де, зокрема, були і такі рядки:
 “…сини Закарпаття, заслужені майстри спорту СРСР Михайло Михалина, Василь Турянчик, Йожеф Сабо, Йожеф Беца, Стефан Решко, Василь Рац, Іван Яремчук, майстри спорту Ференц Медвідь, Віктор Пасулько, майстри спорту СРСР Михайло Коман, Золтан Сенгетовський, Іштван Секеч, Ернест Юст, Тіберій Попович, Іван Гецко, Степан Варга та багато інших прославили свій край та нашу Батьківщину на просторах колишнього СРСР, Європи та світу. Жоден інший регіон не дав такого підсилення українському футболу — як за кількістю гравців, так і за їхнім природним обдаруванням, професійним ставленням до своєї справи”. — Вітальна телеграма 2-го Президента України Леоніда Кучми

## Управління молоді та спорту Департаменту освіти і науки, молоді та спорту Закарпатської ОДА
Основним завданням Управління молоді та спорту Департаменту освіти і науки, молоді та спорту Закарпатської облдержадміністрації є забезпечення на території області реалізації державної політики з питань дітей, молоді, жінок, сім'ї, а також у сфері фізичної культури і спорту. При цьому:
- здійснює разом з відповідними структурними підрозділами місцевих державних адміністрацій, органами місцевого самоврядування, громадянами, об'єднаннями громадян заходів щодо розвитку фізичної культури і спорту;
- забезпечує підготовку і проведення навчально-тренувальних зборів спортсменів, які беруть участь у спортивних змаганнях різних рівнів;
- організовує і проводить фізкультурно-спортивні заходи серед широких верств населення, залучує їх до занять фізичною культурою і спортом, забезпечує пропаганду здорового способу життя;
- сприяє розвитку олімпійського та паралімпійського руху в області, а також міжнародного співробітництва з питань спорту.

Базисом законодавчо-нормативного забезпечення діяльності управління є Декларація “Про загальні засади державної молодіжної політики в Україні” (1992) та Закони України “Про сприяння соціальному становленню та розвитку молоді в Україні” (1993), “Про охорону дитинства” (2001), “Про соціальну роботу з дітьми та молоддю” (2001), “Про Загальнодержавну програму підтримки молоді на 2004-2008 роки” (2003), “Про фізичну культуру і спорт” (1993) та ін.

### Колишні назви управління (історія)
- 1945–1946: Тіловиховний Союз
- 1946–1992: Комітет по справам фізичної культури і спорту при виконкомі Закарпатської обласної Ради депутатів трудящихся (Обласний спорткомітет)
- 1992–сьогодення: Управління молоді та спорту Департаменту освіти і науки, молоді та спорту Закарпатської облдержадміністрації

### Керівництво
|  | ПІБ керівника | Посада                 |
|  | ------------- | ---------------------- |
|  | М.Кляп        | Начальник департаменту |
|  | В.Ерфан       | Начальник управління   |

### Голови Облспорткомитету (історія)
|    | ПІБ голови федерації | Строк     |
| -- | -------------------- | --------- |
| 1. | В.Федак              | 1945—1946 |
| 2. | П.Сас                | 1947—1952 |
| 3. | В.Альмашій           | 1952—1953 |
| 4. | О.Пайкош             | 1953—1954 |
| 5. | В.Альмашій           | 1954—1956 |
| 6. | Є.Драга              | 1956—1971 |
| 7. | М.Заяць              | 1971—1981 |
| 8. | С.Гаупт              | 1981—1992 |

### Контакти
- адреса: Україна, 88008, м. Ужгород, пл. Народна, 4
- сайт: www.deponms.zakoda.uz.ua

## Закарпатське обласне відділення НОК України
Закарпатське обласне відділення Національного олімпійського комітету України (НОК України) створене одним із перших в Україні, а саме у 1993 р. Його тривалий час очолював відомий у краї спортивний керівник і організатор Л.Городний, а нині — майстер спорту І.Риляк. Зокрема згадане відділення бере участь у проведенні та організації різноманітних заходів, як ось загальнодержавний «Олімпійський день бігу», всеукраїнський спортивно-масовий захід серед дітей та юнацтва «Олімпійське лелеченя», фестиваль «Козацький гарт» тощо. Вони зуміли згуртувати навколо себе не тільки переможців, призерів, учасників Олімпійських ігор та функціонерів цієї галузі, а й керівників області та інших державних установ.
На даний час практично у кожному місті обласного підпорядкування та райцентрах є представники обласного відділення НОК України. Разом із ними, а також управліннями освіти й науки, у справах молоді та спорту ОДА, спортивними товариствами, профспілками, об'єднаннями «Спорт для всіх» і «Інваспорт» щороку проводиться до 30-35 різних спортивних заходів. Обласне відділення НОК України є головним організатором, у першу чергу, тих спортивних заходів, що ініціює НОК України. Масовими і цікавими стали вже такі традиційні змагання, як «Олімпійський день бігу», «Олімпійський урок», турніри з різних видів спорту «Хто ти, майбутній олімпійцю?», «Олімпійський тиждень», «Ужгородська десятка», турніри, присвячені олімпійським чемпіонам та ін. У цих турнірах беруть участь не тільки команди з області та України, а й запрошуються спортсмени з сусідніх країн, як-от Словаччини, Польщі, Угорщини та Румунії.

### Керівництво
|  | ПІБ керівника | Посада                                       |
|  | ------------- | -------------------------------------------- |
|  | І.Риляк       | Голова обласного відділення                  |
|  | В.Машика      | Заступник голови обласного відділення        |
|  | Ю.Захаров     | Відповідальний секретар обласного відділення |

### Голови обласного відділення НОК (історія)
|    | ПІБ голови федерації | Строк     |
| -- | -------------------- | --------- |
| 1. | Л.Городний           | 1993—2014 |
| 2. | І.Риляк              | 2014—20?? |

### Контакти
- адреса: Україна, 88008, м. Ужгород, пл. Народна, 4
- сайт: www.deponms.zakoda.uz.ua